# أديان إبراهيمية
الإبراهيمية وتسمى في الوطن العربي بـ الأديان السماوية أو الشرائع السماوية و تعتبر أديان منبثقة مما عرف عند الأكاديميّين بالتقاليد الإبراهيمية نسبة للشخصية التوراتية إبراهيم (بالعبرية: אַבְרָהָם) وهناك اختلاف بين معتنقي هذه الديانات حول مايمكن اعتباره دينا إبراهيمياً فالمصطلح يشير إلى اليهودية و‌المسيحية و‌الإسلام في الغالب، بالإضافة لأديان وطوائف أخرى يصنفها بعض الأكاديميون أحياناً كأديان إبراهيمية مثل البهائية والمندائية والصابئة‌‌ ‌ ‌‌.
ولا ينحصر عليهم مصطلح الأديان التوحيدية بسبب وجود ديانات تؤمن بإله واحد ولاتعترف بإبراهيم كالآتونية نسبة للإله المصري الواحد آتون كما اعتبره الفرعون أمنحوتب الرابع وديانات كالزرادشتية و‌. وتعد الديانات الإبراهيمية اليوم واحدة من الانقسامات الرئيسية في الدين المقارن (إلى جانب الديانات الهندية والإيرانية والشرقية الآسيوية).
اليهودية و‌المسيحية و‌الإسلام من الديانات الإبراهيمية السماوية التي تضم أكبر عدد من الأتباع. ،. واعتبارًا من عام 2005 صنفت التقديرات أنّ 54% (3.6 مليار شخص) من سكان العالم هم من أتباع الديانات الإبراهيمية، مما يجعل الـ 46% (2.8 مليار شخص) من سكان العالم من أتباع الديانات غير الإبراهيمية أو اللادينية، ويتوزعون بين 32% من أتباع الديانات الأخرى، وحوالي 16% لا ينتمون إلى أي دين منظم. كما تشكل المسيحية حوالي 33% من سكان العالم، ويشكل الإسلام حوالي 21 %، وتشكل اليهودية حوالي 0.2%،.

## المصطلح

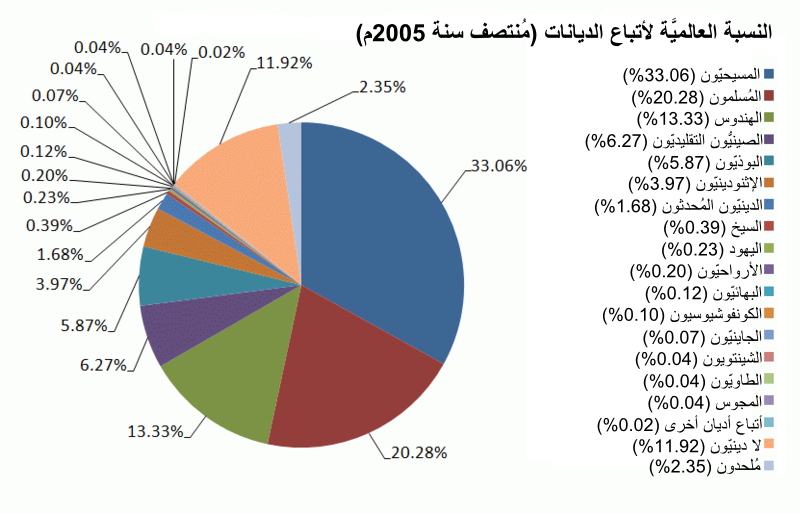
رسمٌ بياني دائري يُظهرُ نسبة مُعتنقي الأديان حول العالم.

اقترح الباحث الكاثوليكي في الإسلام لويس ماسينيون أن عبارة «الدين الإبراهيمي» تعني أن كل هذه الأديان تأتي من مصدر روحي واحد. أشار بولس الطرسوسي إلى إبراهيم بأنه «أبونا جميعًا». هناك مصطلح قرآني، وهو ملّة إبراهيم أي «دين إبراهيم»، ويشير إلى أن الإسلام يرى نفسه ذروة الممارسة الدينية لإبراهيم. ويزعم التقليد اليهودي أن اليهود ينحدرون من إبراهيم، وأنّ أتباع اليهودية يستمدون هويتهم الروحية من إبراهيم كأول «الآباء» أو البطاركة الكتابيين الثلاثة: إبراهيم وإسحق ويعقوب.
يقول جميع متبعو الديانات الإبراهيمية الرئيسية أن لهم نسباً مباشراً إلى إبراهيم، على الرغم من أن هذا النسب في المسيحية يُفهم من الناحية الروحية:
- تم تسجيل إبراهيم في التوراة كجد لبني إسرائيل من خلال ابنه إسحاق من خلال الوعد الذي قطعه في سفر التكوين.[16]
- يؤكد معظم المسيحيين على أصل الشعب اليهودي يعود إلى إبراهيم، لكنهم، باعتبارهم من الأغيار، يعتبرون أنفسهم مزروعين في شجرة العائلة بموجب العهد الجديد.
- في التقليد الإسلامي ينحدر النبي محمد العربي من سلالة إسماعيل بن إبراهيم. كما أن التقاليد اليهودية تساوي بين نسل إسماعيل والإسماعيليين والعرب، في حين أن أحفاد إسحاق من قِبل يعقوب، والذي كان يعرف لاحقاً باسم إسرائيل، هم بنو إسرائيل.[17]

يجادل آدم دودز بأن مصطلح «الديانات الإبراهيمية»، على الرغم من أنه مفيد، يُمكن أن يكون مضللاً، لأنه ينقل مشتركاً تاريخياً ولاهوتياً غير محدد والذي قد يمثل مشكلة في التمحيص الدقيق. على الرغم من أن هناك قواسم مشتركة بين الأديان الثلاثة، إلا أن خلفيتهم المشتركة هي إلى حد كبير هامشية بالنسبة لمُعتقداتهم التأسيسية وبالتالي تخفي اختلافات جوهرية. على سبيل المثال، لا تقبل اليهودية أو الإسلام المعتقدات المسيحية الشائعة المتمثلة في التجسد، والثالوث، وقيامة يسوع (أنظر موت يسوع من منظور إسلامي). هناك معتقدات أساسية في كل من الإسلام واليهودية لا تتقاسمها مع معظم الطوائف المسيحية (مثل التوحيد الصارم والالتزام بالقوانين الدينية)، كما أنّ المعتقدات الرئيسية للإسلام والمسيحية والبهائية لا تتقاسمها مع اليهودية (مثل الموقف النبوي والمسياني ليسوع، على التوالي).

### التحديات لهذا المصطلح
يرى يوسف زيدان في «اللاهوت العربي» أنَّ تسمية هذه الأديان باسم الأديان السماوية وصف غير صحيح؛ لأنَّ كلَّ دين سماويٌّ بالضرورة، ولعل الأصح -في رأيه- إذا أردنا تمييز الديانات الثلاث عن غيرها، أن نصفها بأنها ديانات رساليَّة أو رسوليَّة؛ لأنها أتتْ إلى الناس برسالة من السماء عبر رسل من الله وأنبياء يدْعُون إليه تعالى ويخبرون النَّاس عنه. ينتقل زيدان بعد ذلك إلى محاولة إثبات أنَّ هذه الأديان الثلاث ليست في الحقيقة إلا ديانة واحدة، ولكنها ظهرتْ بتجلِّيات عدَّة، عبر الزمن الممتدّ بعد النبي إبراهيم، فكانت نتيجة هذه المسيرة الطويلة هي تلك التجليات الثلاثة الكبرى (الديانات) التي تحفل كلُّ ديانة منها بصيغ اعتقادية متعددة.
لجمال الدين الأفغاني مقال بعنوان «وَحْدَة الأديان وانقسامات تُجَّارِها»، ينظر فيه إلى الأديان الرساليَّة نظرة فيها واحديَّة. ورغم عدم إمكان القول أنَّه يراها بهذا المنظور السابق إلا أنه حاول الجمع بين الأديان الثلاثة؛ الموسويَّة والعيسويَّة والمُحمَّديَّة في رؤية تتوسَّل وَحدة المُحتوى توسُّلا ظاهرًا؛ فيرى أنها لا يصحُّ أن تتباين في جوهرها؛ لاتفاقها في المقصد والغاية، ثم يُجادل بعد ذلك عن فكرة الدين الخالص، والدين الخالص عنده ليس دينا واحدا أو دينا بعينه، ولكنَّه الدين الذي تتمُّ له الغلبة والظهور الموعود به، لا دين اليهود أو النصارى أو الإسلام إذا بقوا أسماء مجرَّدة.
يرى جون هيك أنَّ أتباع الأديان الثلاثة يرون لأنفسهم حظوة خاصة عند الله، ليست لدى الآخرين، لكن، إذا كان كلُّ دين من هذه الأديان الثلاثة يرى نفسه الحقَّ المطلق والحقيقة المحضة، ألا يعني هذا أن يتحوَّل العالَم إلى جحيم لا يُطاق؟ يتابع هيك قائلا أنَّ هذه الأديان عبارة عن ظهورات وصور وتجليات لإله واحد؛ فلعلَّ الله تجلى لأفراد البشر بطرق متفاوتة وأنحاء مختلفة. إنَّ يهوه، والله، والأب السماوي للمسيحيين؛ كل واحد منهم يمثِّل شخصيَّة إلهيَّة تاريخيَّة في رأيه، وتمثِّل حصيلة مشتركة من الظهور الكلي للذات المقدَّسة مع تدخُّل القوة المُصَوِّرة للإنسان في ظروف تاريخيَّة خاصَّة.[18]

## الديانات الإبراهيمية

### اليهودية

نجمة داود؛ أشهر الرموز اليهودية.

اليهودية هي ديانة الشعب اليهودي، وهي ديانة توحيدية قديمة، وأقدم الديانات الإبراهيمية، وتستند في تعاليمها على التوراة كنصها التأسيسي والتي أنزلت على موسى بحسب المعتقدات اليهودية. ويشمل الدين والفلسفة والثقافة للشعب اليهودي. وتعدّ اليهودية من قبل اليهود المتدينين تعبيرًا عن العهد الذي أقامه الله مع بني إسرائيل. وتضم اليهودية على مجموعة واسعة من النصوص والممارسات والمواقف اللاهوتية وأشكال التنظيم. التوراة هي جزء من النص الأكبر المعروف باسم التناخ أو الكتاب المقدس العبري، وأحكام وشرائع التوراة التي تشرحها الشريعة الشفوية والتي تمثلها النصوص اللاحقة مثل المدراش والتلمود. وتتراوح أعداد أتباع الديانة اليهودية بين 14.5 مليون إلى 17.4 مليون معتنق في جميع أنحاء العالم،
 حيث أن تعداد اليهود في حد ذاته يعدّ قضية خلافية حول قضية «من هو اليهودي؟». واليهودية هي عاشر أكبر دين في العالم.

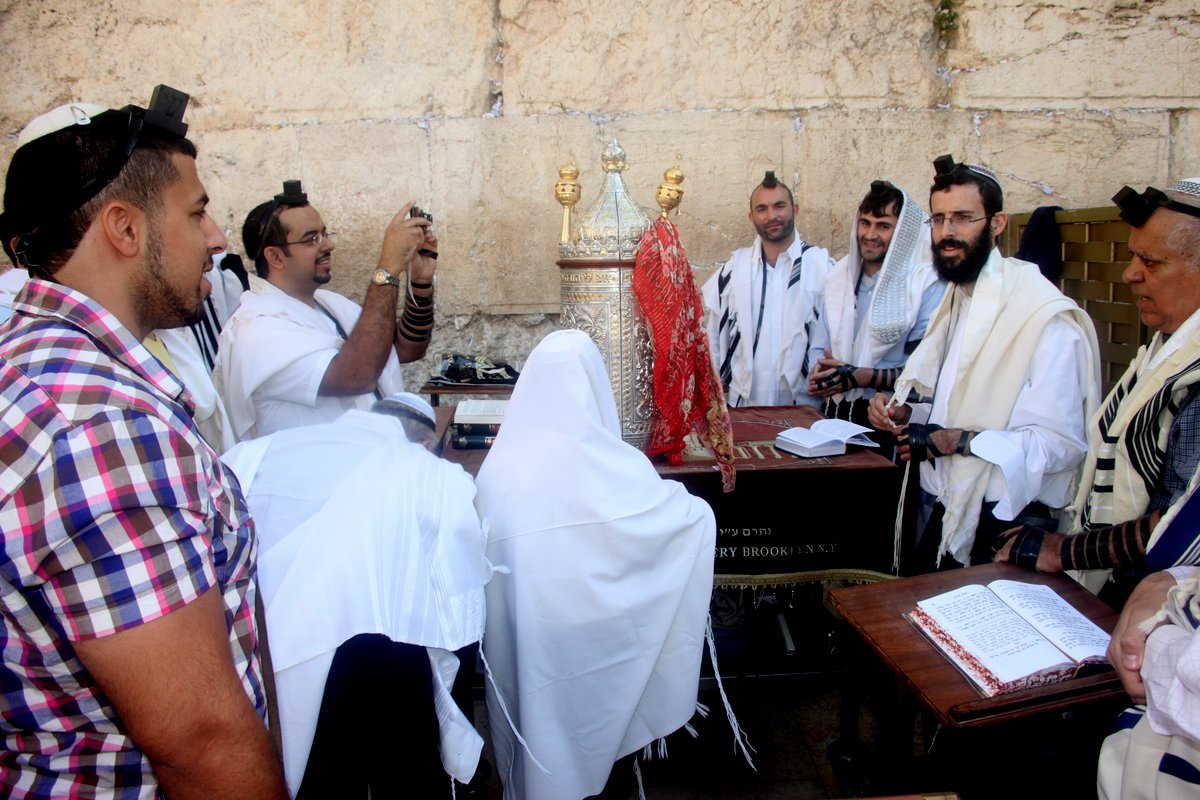
يهود يحتفلون ببار متسافا.

توجد في اليهودية مجموعة متنوعة من الحركات الدينية، والتي ظهرت معظمها من اليهودية الربانية، والتي تنص على أن الله كشف قوانينه ووصاياه لموسى على جبل سيناء في شكل التوراة المكتوبة والشفهية. تاريخياً، تم تحدي هذا التأكيد من قبل مجموعات مختلفة مثل الصدوقيين واليهودية الهلنستية خلال فترة الهيكل الثاني. والقرائيين والسبتانيين خلال الفترة المبكرة واللاحقة من العصور الوسطى؛ وبين شرائح الطوائف غير الأرثوذكسية الحديثة. الفروع الحديثة لليهودية مثل اليهودية الإنسانية قد تكون لاألوهية. اليوم، أكبر الحركات الدينية اليهودية هي اليهودية الأرثوذكسية (والتي تضم اليهودية الحريدية واليهودية الأرثوذكسية الحديثة) واليهودية المحافظة واليهودية الإصلاحية. المصادر الرئيسية للاختلاف بين هذه المجموعات هي مقاربتهم للقانون اليهودي، وسلطة التقليد الرباني، وأهمية دولة إسرائيل. وتؤكد اليهودية الأرثوذكسية أن التوراة والشريعة اليهودية إلهية في الأصل، وأبدية وغير قابلة للتغيير، وأنه ينبغي إتباعها بصرامة. بينما تُعتبر اليهودية المحافظة والإصلاحية أكثر ليبرالية، حيث تعزز اليهودية المحافظة بشكل عام التفسير الأكثر تقليدية لمتطلبات اليهودية بالمقارنة مع اليهودية الإصلاحية. وموقف الإصلاح المعتاد هو أنه يجب النظر إلى القانون اليهودي على أنه مجموعة من المبادئ التوجيهية العامة وليس كمجموعة من القيود والواجبات التي يتطلب احترامها من جميع اليهود. تاريخياً، فرضت المحاكم الخاصة القانون اليهودي. اليوم هذه المحاكم لا تزال موجودة ولكن ممارسة اليهودية في معظمها طوعية. والسلطة في المسائل اللاهوتية والقانونية غير مخولة لأي شخص أو لأي منظمة، ولكن في النصوص المقدسة يقوم الحاخامات والدارسين في تفسيرها.
يمتد تاريخ اليهودية لأكثر من 3000 سنة. وللديانة اليهودية جذور كدين منظم في الشرق الأوسط خلال العصر البرونزي. وتعدّ اليهودية واحدة من أقدم الديانات التوحيدية. وكان يُشار إلى العبرانيين وبنو إسرائيل باسم «يهود» وفي كتب لاحقة في التناخ مثل سفر أستير، استبدل مصطلح اليهود بمصطلح «أبناء إسرائيل». أثرت النصوص والتقاليد والقيم اليهودية بشكل كبير على الديانات الإبراهيمية فيما بعد، بما في ذلك المسيحية والإسلام والبهائية. وقد أثرت العديد من جوانب اليهودية بشكل مباشر أو غير مباشر على الأخلاق العلمانية الغربية والقانون المدني. وكانت العقيدة الدينية عاملاً مهمًا في تطور الحضارة الغربية القديمة مثل الهلنسية واليهودية كخلفية للمسيحية، وشكلت إلى حد كبير المثل والأخلاق الغربية منذ المسيحية المبكرة.
اليهود هم أبناء مجموعة إثنية دينية، بما في ذلك أولئك الذين ولدوا يهودًا، بالإضافة إلى المتحولين إلى اليهودية. في عام 2015، قدر عدد السكان اليهود في العالم بحوالي 14.3 مليون، أو ما يقرب من 0.2% من مجموع سكان العالم. وإسرائيل هي موطن لحوالي 43% من جميع اليهود في العالم، ويقيم حوالي 43% من يهود العالم في الولايات المتحدة وكندا، ويعيش معظم النسبة المتبقية في أوروبا، إلى من مجموعات الأقليات المنتشرة في جميع أنحاء أمريكا اللاتينية وآسيا وأفريقيا وأستراليا.

### المسيحية

الصليب؛ أشهر الرموز المسيحية.

المسيحية أو النصرانية هي ديانة إبراهيمية، و‌توحيدية؛ متمحورة في تعاليمها حول الكتاب المقدس، وبشكل خاص يسوع. الجذر اللغوي لكلمة مسيحية تأتي من كلمة مسيح والتي تعني حرفيًا المختار أو المعين، وكذلك تعني الممسوح (الممسوح بالزيت) نسبة لملوك العهد القديم الذين كان الانبياء يمسحونهم بالزيت المقدس على رؤوسهم للدلالة على الاختيار والبركة والسلطان الإلهي الممنوح لهم. ويعرف أتباعها باسم المسيحيين؛ وقد جاءت التسمية نسبة إلى يسوع الذي هو بحسب العقيدة المسيحية المسيح، ابن الله، الله المتجسد، المخلص وغيرها من التسميات الأخرى؛ المسيحية تعتبر أكبر دين معتنق في الأرض  ويبلغ عدد أتباعها 2.3 مليار أي حوالي ثلث سكان الكوكب من البشر، كذلك فالمسيحية دين الأغلبية السكانية في 120 بلدًا من أصل 190 بلدًا مستقلاً في العالم.
نشأت المسيحية حوالي العام 27 من جذور مشتركة مع الديانة اليهودية ولا تزال آثار هذه الأصول المشتركة بادية إلى اليوم من خلال تقديس المسيحيين للتوارة و‌التناخ والتي يطلقون عليها إلى جانب عدد من الأسفار الأخرى اسم العهد القديم الذي يشكل القسم الأول من الكتاب المقدس لدى المسيحيين في حين يعتبر العهد الجديد القسم الثاني منه؛ يعتقد المسيحيون أن النبؤات التي دونها أنبياء العهد القديم قد تحققت في شخص المسيح، وهذا السبب الرئيس لتبجيل التوراة أما العهد الجديد فهو بشكل عام قصة حياة المسيح وتعاليمه، التي تشكل أساس العقائد المسيحية.
تؤمن أغلب الطوائف المسيحية أن يسوع هو المسيح و‌الابن أي الأقنوم الثاني في الثالوث الأقدس، وبالتالي فهو إله كامل. وقد ولد من عذراء بطريقة إعجازية. وخلال حياته الأرضية اجترح العجائب والمعجزات، ثم صلب ومات تكفيرًا عن خطايا البشرية، وقام من الموت في اليوم الثالث وصعد إلى السماء متحدًا مع الله الآب، بيد أنه أرسل الروح القدس ثالث الأقانيم الإلهية، وسيعود في اليوم الأخير لإدانة البشرية ومنح الحياة الأبدية في ملكوت السموات للصالحين والمؤمنين.
كان الحوض الشرقي للبحر الأبيض المتوسط الثقل الرئيسي للمسيحية في القرون الأولى وظلت القدس، وأنطاكية، والرها، و‌الإسكندرية عواصم الثقافة المسيحية قبل أنتقال النفوذ والتأثير إلى روما و‌القسطنطينية خلال القرون الوسطى. عانت المسيحية في البدايات من اضطهاد الإمبراطورية الرومانية لكنها ومنذ القرن الرابع غدت دين الإمبراطورية واكتسبت ثقافة يونانية ورومانية أثرت عميق التأثير فيها؛ وكأي ديانة أخرى ظهرت في المسيحية عدة من الطوائف والكنائس تصنف في ستة عائلات كبيرة: تزامنت الانشقاقات الأولى مع القرن الرابع حين انفصلت الكنائس الأرثوذكسية المشرقية و‌الأرثوذكسية القديمة، تلاها عام 1054 الانشقاق الكبير بين الكاثوليكية و‌الأرثوذكسية الشرقية ثم البروتستانتية خلال القرن السادس عشر فيما عرف باسم عصر الإصلاح. أكبر أربعة فروع للمسيحية هي الكنيسة الكاثوليكية (1.3 مليار / 50.1%)، والبروتستانتية (920 مليون / 36.7%)،(1) والكنيسة الأرثوذكسية الشرقية (260 مليون)، والأرثوذكسية المشرقيّة (86 مليون / كلاهما 11.9%)، ومسيحيون آخرون (28 مليون / كلاهما 1%)،(2) وسط مختلف الجهود نحو الوحدة (المسكونية). وإلى جانب الطوائف، فإنّ للمسيحية إرثًا ثقافيًا دينيًا واسعًا يدعى طقسًا، وأشهر التصنيفات، وأعرقها في هذا الخصوص المسيحية الشرقية، و‌المسيحية الغربية.
وكما تأثرت، فقد أثرت المسيحية في غيرها من الأديان، وتركت الثقافة المسيحية تأثيرًا كبيرًا في الحضارة الحديثة والحضارة الغربية وتاريخ البشرية بصمة واضحة على مختلف الأصعدة. يتوزع المسيحيين جغرافيًا بالتساوي في أنحاء العالم، يتواجدون في كل مناطق العالم، حوالي 25.7% من مسيحيي العالم يقطنون في القارة الأوروبية والتي تحوى على أكبر تجمع مسيحي على مستوى العالم، في حين أن 24.4% من مسيحيي العالم يقطنون في أمريكا اللاتينية، و23.3% يتواجدون في القارة الأفريقية، و13.2% يقطنون في آسيا، ويتمركز في أمريكا الشمالية 12.3% من مسيحيي العالم أمّا في أوقيانوسيا فتمركز فيها 1.19% من مسيحيي العالم. يشكل المسيحيين الغالبية السكانيّة في كل من الأمريكتين وأوروبا والتي هي عمليًا جزءًا من العالم المسيحي، فضلًا عن أوقيانوسيا وأفريقيا جنوب الصحراء. وتظل المسيحية هي الديانة المهيمنة في العالم الغربي، حيث يُعتبر حوالي 70% من السكان من المسيحيين. تزداد وتنمو المسيحية في أفريقيا وآسيا، القارات الأكثر اكتظاظًا بالسكان في العالم. المسيحيون هم أكثر الجماعات الدينية اضطهاداً في العالم، وخاصةً في الشرق الأوسط وجنوب شرق وشرق آسيا وأفريقيا جنوب الصحراء.

### الإسلام

كلمة الله بخط الثلث؛ اسم الإله عند المسلمين.

الإسلام هو ثاني الديانات الإبراهيمية في العالم من حيث عدد المعتنقين بعد المسيحية. وهناك إله واحد فقط وفقا للإسلام وهو الله، ومحمد هو رسول الله. مع أكثر من 1.8 مليار متبع أو 24% من سكان العالم، يُعرف أتباع الديانة الإسلامية باسم المسلمين. يشكل المسلمون غالبية السكان في 50 دولة. يُعلّم الإسلام أن الله هو رحيم، ولديه القدرة الكلية، وهو واحد، وقد أرشد البشرية من خلال الأنبياء والرسل، والكتب المقدسة والآيات. النصوص الأساسية في الإسلام هي القرآن -الذي ينظر إليه المسلمون على أنه كلمة الله الحرفية- والتعاليم والأمثلة المعيارية (السنة)، والتي تشمل الأحاديث النبوية الخاصة بمحمد.
يعتقد المسلمون أن الإسلام هو النسخة الكاملة والشاملة للعقيدة التي تم الكشف عنها مرات عديدة عن طريق الأنبياء بما في ذلك آدم وإبراهيم وموسى وعيسى. يعتبر المسلمون القرآن الكريم الوحي المطلق والنهائي من الله. مثل الأديان الإبراهيمية الأخرى، في الإسلام أيضاً حكم نهائي يُمنح فيه الصالحون الجنة وغير الصالحين الجحيم (جهنم). تشمل المفاهيم والممارسات الدينية أركان الإسلام الخمسة، وهي عبادات إجبارية، واتباع الشريعة الإسلامية، التي تمس كل جوانب الحياة والمجتمع تقريبًا، من الأعمال المصرفية إلى المرأة والأخلاق والبيئة. مكة والمدينة المنورة والقدس هي موطن لأقدس ثلاثة مواقع في الإسلام.
بغض النظر عن وجهة النظر اللاهوتية، يعتقد أن الإسلام تاريخياً نشأ في أوائل القرن السابع الميلادي في مكة المكرمة، وبحلول القرن الثامن الميلادي، امتدت الدولة الأموية من الأندلس في الغرب إلى نهر السند في الشرق. يشير «العصر الذهبي للإسلام» إلى الفترة التي تعود بين القرن الثامن إلى القرن الثالث عشر، أثناء فترة الخلافة العباسية، عندما كان العالم الإسلامي يشهد ازدهارا علمياً، واقتصاديا وثقافيا. كان توسع العالم الإسلامي من خلال سلالات حاكمة وخلافات مختلفة مثل الدولة العثمانية، والتجار، واعتناق الإسلام من خلال الأنشطة الدعوية.
معظم المسلمين ينتمون لإحدى طائفتين؛ أهل السنة والجماعة (85-90%) أو الشيعة (10-15%). حوالي 13% من المسلمين يعيشون في إندونيسيا، أكبر دولة ذات أغلبية مسلمة، %31 من المسلمين يعيشون في جنوب آسيا، وهي المنطقة التي تحوي أكبر عدد من المسلمين في العالم، 20% يعيشون في الشرق الأوسط وشمال أفريقيا، حيث هو الدين السائد، و15% في أفريقيا جنوب الصحراء. توجد أيضا جاليات مسلمة كبيرة في الأمريكتين، القوقاز، وسط آسيا، الصين، أوروبا، جنوب شرق آسيا البري، والفلبين وروسيا. الإسلام هو أسرع الأديان الرئيسية نمواً في العالم.

### الأديان الإبراهيمية الأخرى
تاريخياً انحصر مصطلح الديانات الإبراهيمية بكل من اليهودية والمسيحية والإسلام. يرجع ذلك إلى أقدميّة وحجم الأتباع لهذه الديانات الثلاثة. أما الديانات الأخرى المشابهة فقد اعتُبرت إمّا جديدة جداً بحيث لا يمكن الحكم عليها على أنها حقًا في نفس الفئة، أو صغيرة جدًا بحيث لا تكون ذات أهمية بالنسبة لهذه الفئة.
ومع ذلك، فإن بعض تقييد مصطلح «الإبراهيمية» على هذه الديانات الثلاثة يرجع فقط إلى التقليد في التصنيف التاريخي. لذلك، فإن تقييد هذه الفئة على هذه الديانات الثلاث تعرض للنقد. الأديان المذكورة أدناه تُصنف بالإبراهيمية، إما من قبل أتباع هذه الأديان، أو من قِبل العلماء الذين يدرسونها. وهي مُدرجة بحسب الأقدمية.

#### البابية
البابية (بالإنجليزية: Bábism)، (بالفارسية: بابیه) وتُعرف، أيضًا، باسم الإيمان الباياني هي ديانة توحيدية تُصرح بأنَّ هناك إلهًا واحدًا غير مادي وغير معروف وغير مفهوم الذي يُجلي إرادته في سلسلة لا تنتهي من الظهور الإلهي، والتي تسمى التجليات الإلهية. إنها ديانة صغير للغاية، لا يزيد عدد أتباعها عن بضعة آلاف وفقًا للتقديرات الحالية، ويتركز معظمهم في إيران. أسسها علي محمد شيرازي، الذي أخذ لقب الباب في البداية، ومنه استمدت الديانة اسمها، اعتقادًا منه أنه باب الإمام الثاني عشر. خضعت ألقابه وتعاليمه في فترة قيادته إلى الكثير من التطور حيث هذَّب حضرة الباب تعاليمه تدريجياً.
أعلن الباب دعوته في 1844، وأول من آمن به هو الملا حسين بشروئي الذي كان من تلامذة أحمد بن زين الدين الأحسائي وكاظم الرشتي، ثم آمن به سبعة عشر شخصاً آخرين، وقد عرف هؤلاء بـ”حروف الحي“. وقد عارض العديد من الشيخية هذه الدعوة وكذَّبوا دعوة الباب، ومنهم حسن كوهر الحائري ومحمد باقر الإسكوئي. وأثار انتشار الدعوة البابية مخاوف الحكومة الإيرانية والسلطات الدينية هناك، وقامت مناوشات عديدة بين الحكومة وأتباع الباب، وفي النهاية قامت الحكومة بإعدام الباب في سنة 1850 بعد أن سجنته في قلاع أذربيجان لعدة سنوات.

#### المندائية

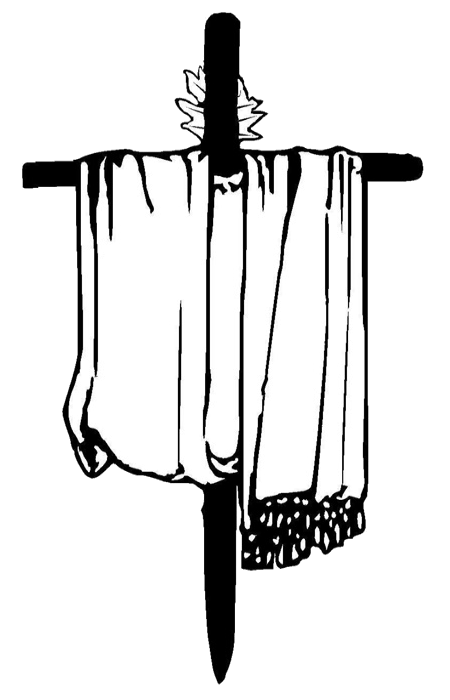
الدرفش؛ أشهر رموز الصابئة المندائيين.

«المندائية» (بالإنجليزية: Mandaeism) هي إحدى الديانات التوحيدية العِرفانية. أتباعها، المندائيون، يقدسون آدم، وهابيل، وشيث، وأنوش، ونوح، وسام، وإرم، وخاصة يوحنا المعمدان.
يؤمن المندائيون بإله واحد فرد (نخرايي) معبودٍ مستقل ومبعوث من ذاته، أبدي أزلي (قدمايي)، غير محدود الصفات والقوة والإرادة، ويُطلقون عليه اسم «أد هيي» أي «الحي» أو الحياة ويعنون بذلك الحركة اللانهائية للوجود، ويعتقدون بالخلود ويوم القيامة ويُسمى عندهم «يوما دينا» أي «يوم الدين» أو «يوم الدينونة» حيث يُجازى الصالحون بالخلود في «مشوني كشطا» أي «دار الحق» أو الجنة وتكون «نورا باشليا» أي «النار الموقدة» أو جهنم مثوى للطالحين، وإضافة إلى التوحيد واليوم الآخر، يؤمنون بأربعة أركان:
- الصلاة، وتُسمّى عندهم «براخا».
- الصوم، ويُسمّى عندهم «صوما ربا».
- الصدقة، وتُسمّى عندهم «زدقا».
- الصباغة، وتُسمّى عندهم «مصبتا».

تمتاز الأساطير المندائية بوجود الكثير من الكائنات الإلهية التي لها دور أساسي في منظومتها الأسطورية، فبالرغم من وحدانية الديانة المندائية وإيمانها بخالق واحد للكون وللإنسان وبقية الكائنات الأخرى، لكنها تتوفر على الكثير من حشود وطبقات من الكائنات الإلهية وهي عبارة عن أُثري وملائكة وأرواح وملاخيا وعفاريت وجن وشياطين. إنَّ هذه الكائنات الكثيرة تلعب دورًا حاسمًا في الأساطير المندائية كما وإنها تُذكر في كتابهم المقدس (كنزا ربا) وهذه الكائنات ليست مادة للفولكلور الديني كما في الأساطير الإسلامية بل تعتبر النص الأسطوري الرسمي في المندائية.

#### السامرية
الديانة السامرية هي الديانة القومية للسامريين. وهي بحسب عدد من الباحثين ديانة إبراهيمية مستقلة ومنشقة من اليهودية. يلتزم السامريون بالتوراة السامرية، والتي يعتقدون أنها التوراة الأصلية التي لم تتغير، على عكس التوراة التي استخدمها اليهود. بالإضافة إلى التوراة السامرية، يقدّر السامريون أيضًا نسختهم من كتاب يشوع ويبجلون بعض الشخصيات التوراتية، مثل عالي.
توصف الديانة السامرية داخليًا على أنه الدين الذي بدأ به موسى، والذي لم يتغير منذ آلاف السنين. يعتقد السامريون أن اليهودية والتوراة اليهودية قد أفسدتا عبر الزمن ولم تعد تخدم الواجبات التي فرضها الله على جبل سيناء. ينظر اليهود إلى جبل الهيكل على أنه أكثر الأماكن مقدسة في عقيدتهم، لكن السامريين يعتبرون جبل جرزيم أقدس موقع لهم. في عام 2019 بلغ عدد السامريين حوالي 820 شخص، وقدرت أعداد السامريين في إسرائيل في عام 2017 بحوالي 415 نسمة ويعيش معظمهم في مدينة حولون. بالمقابل يعيش حوالي 381 نسمة في الضفة الغربية في جبل جرزيم في نابلس.

#### الدرزية

نجمة الدروز؛ وتسمى نجمة "الحدود الخمسة".

الدروز ويسمون أنفسهم المُوحدون هم عرقية دينية عربية تدين بمذهب التوحيد ذو التعاليم الباطنية حسب بعض الباحثين؛ وتعود أصوله إلى الإسماعيلية إحدى المذاهب الإسلامية، كما ترجع جذور الدروز إلى غرب آسيا. ويطلقون على أنفسهم اسم أهل التوحيد أو الموحدون. كما أنهم يقدّسون النبي شعيب أحد أنبياء العرب، الذي يعدونه المؤسس الروحي والنبي الرئيسي في مذهب التوحيد. يُعدّ البعض مذهب التوحيد أحد المذاهب الإسلامية والمُتفرّعة من الإسماعيلية، في حين يُعدّه البعض ديانة إبراهيمية وتوحيدية مُستقلة مُنشقة من الإسلام، والمذهب التوحيدي قائم على تعاليم حمزة بن علي بن أحمد والخليفة الفاطمي الحاكم بأمر الله والفلاسفة اليونانيين مثل أفلاطون وأرسطو. يؤمن الموحدون الدروز بظهور سبعة أنبياء في فترات مختلفة من التاريخ وهم: آدم، ونوح، وإبراهيم، وموسى، ويسوع، ومحمد، ومحمد بن إسماعيل.
رسائل الحكمة هي النص الأساسي لإيمان ومعتقدات الموحدين الدروز. ويستند مذهب التوحيد أو الدرزية على عناصر من الإسماعيلية، وهي فرع من الإسلام الشيعي، والغنوصية، والأفلاطونية، والفيثاغورية. فضلاً عن فلسفات ومعتقدات أخرى، مما أدّى إلى ابتكار لاهوت عُرف بالسريَّة والتفسير الباطني للكتب الدينية وتسليط الضوء على دور العقل والصدق. يؤمن الدروز بالظهور الإلهي، والتناسخ أو التقمص، الذي يتلخص مفهومه في رجوع الروح إلى الحياة بجسد آخر، وهي فكرة فلسفية ودينية مرتبطة بالجسد والروح والذات حسب المعتقدات الدرزية. ولا تتبع العقيدة الدرزية أركان الإسلام الخمسة، مثل الصيام في شهر رمضان، والحج إلى مكة.
لعبت الطائفة الدرزية دورًا هامًا في تشكيل تاريخ بلاد الشام، واستمرت في لعب دور سياسي كبير في هذه المنطقة كأقلية عرقية ودينية، تعرّض الدروزُ إلى الاضطهاد في العديد من الأحيان، إذ اعتبروا لدى علماء بعض الطوائف الإسلامية بأنهم مرتدين عن الإسلام، وبالتالي كفَّرت العديد من الفتاوى الدروزَ واعتبرتْهم مُرتدِّين عن دين الإسلام. من أبرز حملات الاضطهاد التي تَعرَّضَ لها الدروز كانت من الظاهر لإعزاز دين الله خليفة الدولة الفاطمية، حيث قام بحملة إبادة المجتمعات المحلية الدرزية والتي شملت تطهيرًا عرقيًا في كلٍّ من أنطاكية وحلب وشمال سوريا. جرت حملات أخرى مماثلة من قبل المماليك والعثمانيين؛ وفي الآونة الأخيرة قام كل من تنظيم الدولة الإسلامية أو ما يعرف بداعش وتنظيم القاعدة بحملات تطهير، في سوريا والدول المجاورة، استهدفت المعتقدات والأقليات غير المسلمة.
المذهب الدرزي هو واحد من الجماعات الدينية الكبرى في بلاد الشام، مع حوالي 1.5 مليون نسمة. يتواجد الدروز في المقام الأول بكل من سوريا، ولبنان، وإسرائيل، إلى جانب مجتمعات محلية صغيرة من الدروز في الأردن وفي المهجر خاصة في فنزويلا والولايات المتحدة. تتواجد أقدم وأكبر مجتمعات الدروز في كل من جبل لبنان وجبل الدروز. تختلف العادات الاجتماعية لدى الدروز، وتختلف بشكل ملحوظ عن تلك التي بين المسلمين أو المسيحيين.[بحاجة لمصدر] ومن المعروف أنها شكلت مجتمعات متماسكة مغلقة لا تسمح بانضمام لغير الدروز، رغم أنهم مُندمجون بشكل كامل في أوطانهم المعتمدة.
البهائية هي إحدى الديانات التوحيدية والتي تؤكد في مبدأها الأساسي على الوحدة الروحية للجنس البشري، وترتكز الديانة البهائية على ثلاثة أعمدة تشكل أساس تعاليم هذه الديانة: وحدانية الله، وأن هناك إله واحد فقط وهو الله الذي هو مصدر كل الخلق؛ ووحدة الدين، وأن جميع الديانات الكبرى لديها نفس المصدر الروحي وتأتي من نفس الإله، ووحدة الإنسانية والتي تعني أن جميع البشر قد خلقوا متساوين، إلى جانب الوحدة في التنوع، حيث يتم النظر إلى التنوع العرقي والثقافي كونه جدير بالتقدير والقبول. وفقاً لتعاليم الدين البهائي، فإن الغرض من حياة الإنسان هو أن تتعلم كيفية معرفة ومحبة الله من خلال وسائل مثل الصلاة وممارسة التأمل الباطني وخدمة الإنسانية.
تأسست العقيدة البهائية على يد بهاء الله في القرن التاسع عشر في بلاد فارس. وقد نفي بهاء الله من بلاد فارس إلى الدولة العثمانية، وتوفي بينما كان لا يزال سجينا بشكل رسمي. بعد وفاة بهاء الله، انتشر الدين البهائي تحت قيادة ابنه عبد البهاء عباس، وانطلق من جذوره الفارسية والعثمانية، واكتسب موطئ قدم في أوروبا وأمريكا، وتوحد معتنقوها في إيران، حيث يعاني أتباعها هناك من الاضطهاد الشديد. بعد وفاة عبد البهاء عباس، دخلت قيادة الجماعة البهائية مرحلة جديدة، وتطورت من فرد واحد إلى منظومة إدارية تحتوي على هيئات منتخبة وأفراد يتم تعيينهم. ويوجد اليوم حوالي خمسة إلى سبعة ملايين معتنق للديانة البهائية، يتوزعون في أكثر من 200 بلدا وإقليما بنسب متفاوتة.
في الدين البهائي، يعتبر أن التاريخ الديني قد تكشّف من خلال سلسلة من الرسل الإلهيين، كل واحد منهم أنشأ الدين الذي كان مناسبا لاحتياجات الوقت، وقدرة الشعب. وشملت قائمة هؤلاء الرسل رسل الأديان الإبراهيمية مثل موسى، ويسوع، ومحمد، فضلا عن الرسل من الديانات الهندية مثل كريشنا وبوذا وغيرهم. يعتقد البهائيون أن أحدث الرسل الباب وبهاء الله. في العقيدة البهائية، كل الرسل المتتابعة تنبأ أحدهم بالرسول الذي بعده، وحياة بهاء الله وتعاليم الوفاء بالوعود أتمت وأنجزت ماكان من المفروض أن يتم في نهاية الزمان حسب كل الكتب السماوية السابقة. ماتم فهمه عن الإنسانية هي أنها تكون في عملية تطور جماعي مستمر، والحاجة في الوقت الحالي هي للإنشاء التدريجي للسلام والعدالة والوحدة على نطاق عالمي.

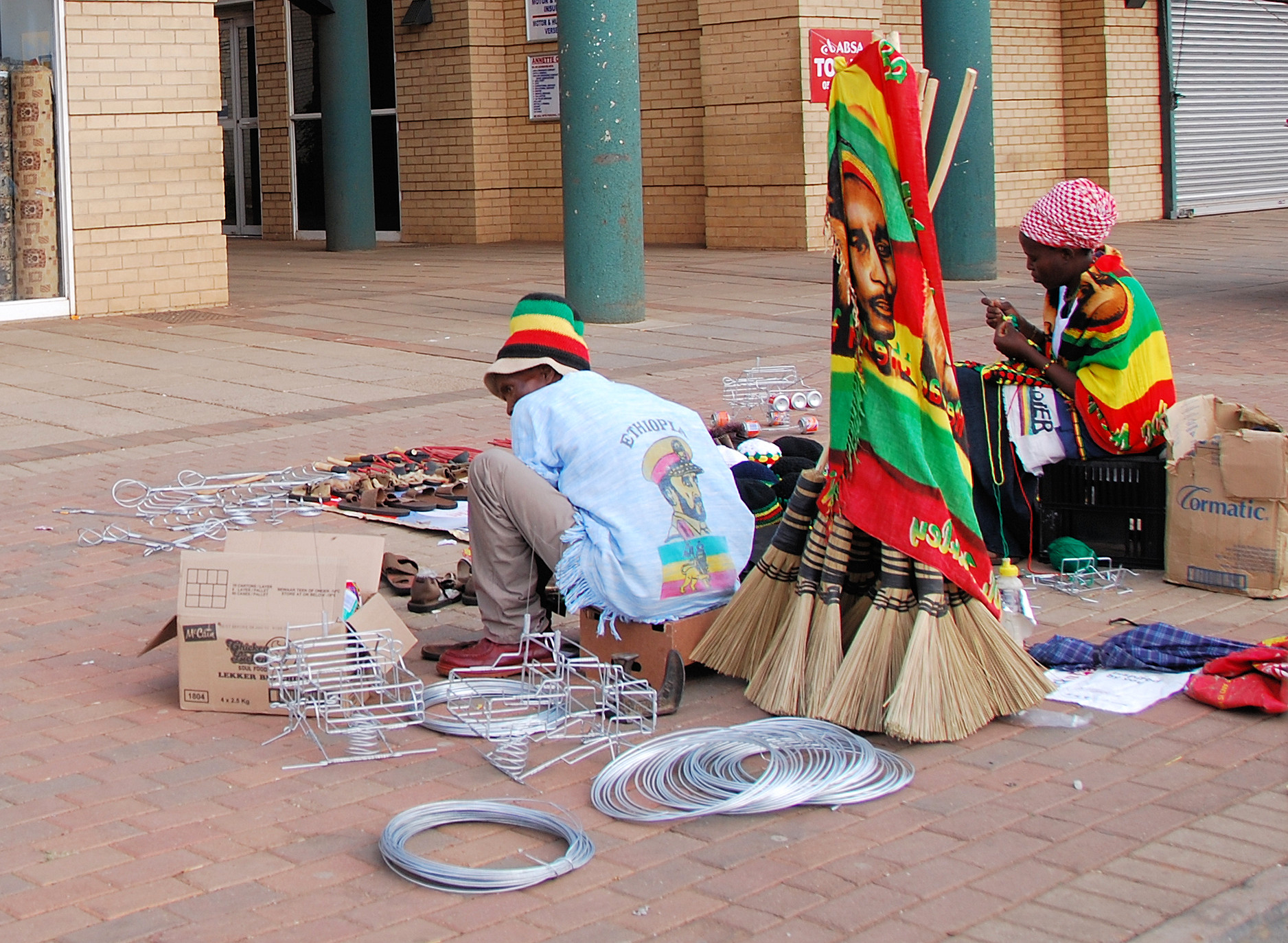
اثنان من الباعة الجائلين من الراستا في زيروست، جنوب إفريقيا؛ يرتدون ويبيعون أشياء تظهر التزامهم بديانتهم

وصفت الراستافارية على أنها ديانة تجتمع فيها مكونات دينية مما يجعل منها دينًا، وهي معترف بها قانونيًا من أجل ذلك في بلدان عديدة. صنف العديد من علماء الدين الراستافارية كحركة دينية جديدة، بينما صنفها بعض العلماء أيضًا على أنها طائفة وعبادة وحركة إحياء. وقد وصفت، بعد أن نشأت في جامايكا، بأنها ديانة أفرو جامايكية، وعلى نطاق أوسع ديانة أفريقية كاريبية. وبالرغم من أنَّ الراستافارية تركز على إفريقيا كمصدر للهوية، إلا أنها نتاج عمليات تهجين حدثت في الأمريكتين، والتي وصفها باحثو الدراسات الإسبانية مارجريت فرنانديز أولموس وليزابيث بارافيسيني جيبرت بأنها «ممارسات ومعتقدات دينية كريولية (تهجين أو تخليط)، متجذرة في إفريقيا، وأوروبا، والهند». واقترح الباحث اينيس بي. ادموندز أيضًا أن الراستافارية كانت «إنبعاثًا» كدين عالمي، ليس بسبب عدد أتباعها، ولكن بسبب انتشارها العالمي. ومع ذلك، يرفض العديد من الراستاس وصف الراستافارية كدين، وبدلاً من ذلك يشيرون إليها على أنها «طريقة حياة» أو «فلسفة» أو «روحانية».
يسمي الرستفاريون جُملة أفكار دينهم وعقائده «الرستولوجيا». وصفت إدموندز الرستفاريين بأن لهم «رؤية كونية متماسكة إلى حد بعيد»، أما كاشمور فكان يعتقد أن معتقداتهم «سائلة ومفتوحة على التأويل». جرت عدة محاولات لتلخيص المعتقد الرستفاري، ولكن هذه المحاولات لم تُمنَح مكانة العقيدة في أوساط الحركة.
يؤكد الرستفاريون تأكيدًا كبيرًا على فكرة التحربة الفردية والفهم الحدسي وأنهما يجب أن يستعملا لتحديد حقيقة أو صدقية أي معتقد أو ممارسة. لذا فليس لأحد من الرستفاريين أن يحدد أي العقائد والشعائر أرثوذكسية أو صحيحة، وأيها مبتدعة أو هرطقية. يقول كلارك إن هذه القناعة بأن الرستفارية لا عقيدة فيها، «قوية جدًّا إلى درجة أنها أصبحت هي نفسها عقيدة».
الرستفارية متأثرة تأثرًا عميقا بالدين اليهودي المسيحي، وتشترك في أشياء كثيرة هي والمسيحية. لاحظ مايكل بارنت أن اللاهوت الرستفارية «يهودي مسيحي من حيث الأساس»، ويمثل «مزيجًا مؤفرَقًا من المسيحية واليهودية».

#### الشبكية
الشبكية (بالإنجليزية: Shabakism) هو الاسم الذي يطلق على معتقدات وممارسات الشبك في إقليم كردستان وحول الموصل في العراق. غالبية الشبك يعتبرون أنفسهم شيعة، وأقلية سنية. بالرغم من ذلك، تختلف اعتقاداتهم وطقوسهم الفعلية عن الإسلام، ولها خصائص تجعلها متميزة عن السكان المسلمين المجاورين. وتشمل هذه الميزات المأخوذة من المسيحية الاعتراف للكهنة واستهلاك الكحول، بالإضافة إلى أنهم غالبًا ما يذهبون في زيارة إلى الأضرحة اليزيدية. وأيضًا، يذهب الشبك في زيارة إلى المدن الشيعية المقدسة مثل النجف وكربلاء، وهم يتبعون العديد من التعاليم الشيعية.
ويبدو أن مراتبية الشبكية يشبه إلى حد كبير مراتبية الطريقة الصوفية: فالمُتعلمون (المريدون) مرتبطون بالشيوخ الروحيين (البير أو المرشدون) الذين هم على دراية بمسائل العقيدة والطقوس الدينية. هناك عدة مراتب لهؤلاء الشيوخ. في الأعلى يقف البابا، أو الرئيس الأعلى للنظام. من الناحية النظرية، يمكن للأفراد اختيار البير الخاص بهم، ولكن من الناحية العملية ترتبط عائلات المرشدين بالعائلات العادية على مدى عدة أجيال.
تجمع الشبكية بين عناصر الصوفية والتفسير الشبكي الفريد للواقع الإلهي. ووفقًا للشبك، فإن هذا الواقع الإلهي يحل محل التفسير الحرفي أو الشّرعي للقرآن. يفهم الشبك الحقيقة الإلهية من خلال وساطة «البير» أو المرشد الروحي، الذي يؤدي أيضًا طقوس الشبك. إنَّ موضوعة هذا التوسط من خلال البير يشبه إلى حد بعيد ما موجود في اليارسانية.
النص الديني الأساسي للشبك هو بويروك أو كتاب المناقب (كتاب الأعمال النموذجية) وهو مكتوب باللغة التركمانية. الشبك أيضا يعتبرون أن شعر إسماعيل الأول وحي إلهي، وهم يتلوون شعره في المناسبات الدينية.

## الله في الديانات الإبراهيمية
تتفق الديانات الإبراهيمية الثلاثة بالله الواحد صاحب القوة وخالق كل شيء، ولكن تختلف في وصف ماهية الله.

### في اليهودية
يؤمن اليهود بالله على أنه هو خالق الكل؛ وهو إله واحد لا جسد له ولا يتجزأ ولا مثيل له، وأنه هو السبب الأساسي في كل الوجود، ويجب عبادته هو فقط كالمتسلط الأوحد على الكون. كما يؤمن اليهود أيضا بأن الله يلاحظ تصرفات البشر، ويكافيء الناس على الأعمال الصالحة ويعاقب الشر.
على حسب التقاليد اليهودية فإن الجانب الحقيقي لله غير معلوم أو غير مفهوم وأن الجانب المعلوم لله هو ما وجدناه من خلق الكون والموجودات،
يعتقد اليهود أن الله واحد من إسرائيل وهو إله إبراهيم وإسحاق ويعقوب، وسلمت إسرائيل من العبودية في مصر بمشيئته، وأعطاهم وصايا في جبل سيناء كما هو موضح في التوراة.
أعطيت الأسفار الخمسة الأولى من الكتاب المقدس العبري إلى موسى من الله، وأن الله قد تواصل مع الشعب اليهودي من خلال الأنبياء.
في الكتابات العبرية الإسرائيلية يطلق اليهود على الله أسم يهوه (بالعبرية: יְהֹוָה)، ويعتبر معنى كلمة يهوه مزيج من المستقبل والحاضر والماضي وتأتي الكلمة من مصدر الفعل هو (بالعبرية: הוה) والتي تعني «واحد موجود النفس» 
في التقاليد اليهودية اسم آخر لله هو إلوهيم، وهذا المسمى يتعلق بالتفاعل بين الله والكون، وتفاعل الله مع العالم المادي، بمعنى أن الله يعين عدالته، وتعني «واحد الذي هو مجمل القوى والأسباب في الكون».

### في المسيحية

ترس الإيمان، أحد الشعارات المسيحية المستخدمة في شرح عقيدة الثالوث.

الله في المسيحية هو إله واحد، منذ الأزل وإلى الأبد، غير مدرك، كلي القدرة وكلّي العلم، وهو خالق الكون والمحافظ عليه؛ وهو ذو وجود يشكل المبدأ الأول والغاية الأخيرة لكل شيء. يؤمن المسيحيون أن الله متعال عن كل مخلوق، ومستقل عن الكون المادي؛ فهو «يسمو على كل خليقة، فيجب علينا دومًا ومن ثم على الدوام تنقية كلامنا من كل ما فيه محدود ومتخيل وناقص حتى لا نخلط الله الذي لا يفي به وصف ولا يحده عقل، ولا يرى، ولا يُدرَك بتصوراتنا البشرية. إن أقوالنا البشرية تظل أبدًا دون سرّ الله»، إننا «لا نستطيع أن نعرف ما هو الله، بل صفاته، وما ليس هو فقط»، اللاهوت المسيحي عن الله، يستمدّ أساسًا من الكتاب المقدس بدءًا من أسفار موسى، والذي تولى شرحه وتحديده آباء الكنيسة و‌المجامع المسكونية. حسب التعريفات المسيحية فإنّ الكتاب المقدس يقدم للبشرية ما هو ضروري لمعرفة الله والخلاص، وإن العقل يدرك وجود خالق من خلال الخليقة فإن الوحي يلبث هامًا.
يؤمن المسيحيون، بأن الله الواحد هو في ثالوث، تعتبر هذه النقطة إحدى الخلافات مع النظرة التقليدية اليهودية لله والتي شكلت أساس النظرة المسيحية نحو الألوهة؛ بكل الأحوال فإنّ الفلسفة المسيحية تنسب إلى الله بقوة العقل الطبيعي إلى جانب الوحي المقدس، صفاتًا تختصّ به وحده، كعدم الاستحالة، والتنزّه عن الزمان والمكان، وإطلاق القدرة. المسيحية تعلّم بأن الإنسان بطبيعته ودعوته كائن متدين، وإذا كان الإنسان «آتيًا من الله وذاهبًا نحوه، فهو لا يعيش حياة بشرية كاملة إلا إذا عاش حرًا في صلته بالله»؛ من الممكن التواصل مع الله من خلال الصلاة، أو الصوم وسواهما من الأعمال، وإن كان الله بمثابة «سر للبشرية»، فإنه حسب العقائد المسيحية قد خلق الإنسان بدافع حبّ محض، ومن ثم ففهم العلاقة بين الخالق والخليقة، لا يمكن أن تتم سوى من هذا المنظور.

### في الإسلام

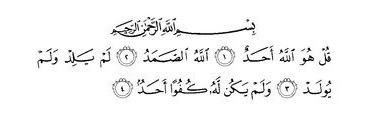
سورة الإخلاص التي تعتبر شملت صفات التوحيد في الإسلام وكذلك فإنها تعادل ثلث القرآن

يعد أساس الإسلام هو الإيمان بالإله الواحد وهو الله. وأنه هو دائم، حي لا يموت، ولا يغفل، عدل لا يظلم، لا شريك له ولا ند، ولا والد ولا ولد، رحمن رحيم، يغفر الذنوب ويقبل التوبة ولا يفرق بين البشر إلا بأعمالهم الصالحة. وهو خالق الكون ومطلع على كل شيء فيه ومتحكم به. وفي المعتقد الإسلامي؛ الله ليس كمثله شيء، أي أنه مغاير تمامًا لكل مخلوقاته وبعيد عن تخيلات البشر، لهذا فلا يوجد له صورة أو مجسم، إنما يؤمن المسلمون بوجوده ويعبدونه دون أن يروه. كما أن الله في الإسلام واحد أحد، لهذا يرفض المسلمون عقيدة الثالوث المسيحي بوجود الله في ثلاثة أقانيم، فضلاً عن رفض ألوهية المسيح الذي هو بشر رسول في العقيدة الإسلامية، ومن أهم السور التي يستدل المسلمون بها على ذلك، سورة الإخلاص: ﴿قُلْ هُوَ اللَّهُ أَحَدٌ ۝١ اللَّهُ الصَّمَدُ ۝٢ لَمْ يَلِدْ وَلَمْ يُولَدْ ۝٣ وَلَمْ يَكُنْ لَهُ كُفُوًا أَحَدٌ ۝٤﴾ [الإخلاص:1–4].
يقول بعض الباحثين أن كلمة «الله» العربية المستخدمة إسلاميًا للدلالة على ذات الرب، إنما هي مكونة من قسمين: «الـ» و«إله»، بينما يقول أخرون أن جذورها آرامية ترجع لكلمة «آلوها». ولله في الإسلام عدة أسماء وردت في القرآن، وهناك تسعة وتسعين اسمًا اشتهرت عند المسلمين السنة باسم «أسماء الله الحسنى»، وهي أسماء مدح وحمد وثناء وتمجيد لله وردت في القرآن أو على لسان النبي محمد [صلى الله عليه وسلم]، ومنها: الملك، القدّوس، السلام، المؤمن، المهيمن، العزيز، الجبّار، القابض، الباسط، الوكيل، الأول، الرؤوف، ذو الجلال والإكرام، وغيرها. والحقيقة أن هناك خلاف حول عدد الأسماء الحسنى بين علماء السنة، وخلاف حول الأسماء الحسنى ذاتها. إلا أن البعض رجح أن عددها تسعة وتسعين وفقًا لحديث أورده البخاري عن الرسول محمد أنه قال: «إن لله تسعة وتسعين اسمًا، مئةً إلا واحدًا، من أحصاها دخل الجنة».

## انتشار الديانات الإبراهيمية

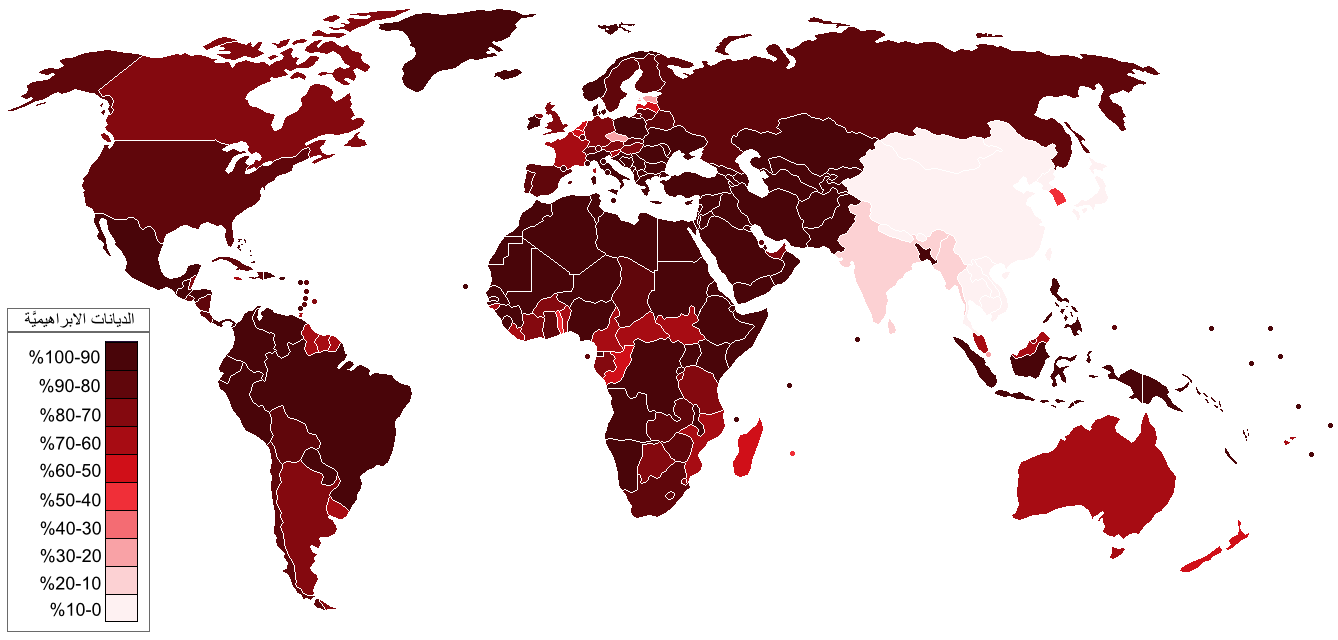
خارطة تُبيِّنُ نسبة مُعتنقي الديانات الإبراهيميَّة حول العالم.

ينتشر أتباع الديانات الإبراهيمية في العالم كله وجميع القارات ويشكلون حوالي 53% من سكان العالم.
وفقًا للمكتب المركزي للإحصاء في إسرائيل وصلت أعداد اليهود لنحو 13,421,000 في جميع أنحاء العالم وذلك في عام 2009، بحيث شكل اليهود نسبة ما يقرب 0.19% من سكان العالم في ذلك الوقت. منذ القرن الثاني للميلاد أخذ اليهود ينتشرون في أنحاء العالم حيث توجد معلومات عن جاليات يهودية في بلدان كثيرة عبر التاريخ، منذ منتصف القرن العشرين يتركز اليهود في إسرائيل و‌أمريكا الشمالية مع وجود جاليات أصغر في أوروبا، أمريكا الجنوبية و‌إيران. تعتبر إسرائيل وهي الدولة القوميّة اليهودية، الدولة الوحيدة على الأرض التي يشكّل اليهود فيها الغالبية العظمى من المواطنين.
يُشير كتاب حقائق وكالة الاستخبارات الأميركية عن العالم بنسخته الصادرة العام 2012 يشير إلى أن المسيحية هي أكثر ديانات العالم انتشارًا، إذ يعتنقها 2.2 مليار نسمة أي 33.39% من البشرية. تعتبر المسيحية ديانة كونية، إذ ينتشر المسيحيون في جميع القارات والدول ولا توجد دولة في العالم لا تحوي على المسيحيين؛ المسيحية هي الديانة السائدة في أمريكا الشمالية وكذلك في الكاريبي، أمريكا الوسطى و‌الجنوبية إضافة إلى وسط أفريقيا و‌جنوب أفريقيا، إلى جانب أوروبا و‌أوقيانوسيا؛ في حين تعتبر الفيليبين الثقل الأساسي للمسيحية في آسيا، القارة الوحيدة التي لا يشكل المسيحيون أغلب سكانها مع وجود مناطق شاسعة كالفيلبين و‌روسيا و‌القوقاز ذات غالبية مسيحية، كما يوجد في آسيا الوسطى و‌الشرق الأوسط و‌الشرق الأقصى تجمعات كبيرة للمسيحيين. على الرغم من أن المسيحيين يمثلون ثلث سكان العالم، إلا أنهم يشكلون أغلبية سكان 120 دولة و38 كيان ذي حكم ذاتي، أي ما نسبته ثلثي دول العالم وكياناته.
أظهرت دراسة شاملة من سنة 2009 لمئتين واثنين وثلاثين دولة ومنطقة، أن 23% من إجمالي سكان العالم، أي حوالي 1.6 مليار نسمة، يعتنقون الدين الإسلامي. كذلك تبين أن حوالي 50 دولة في العالم يُشكل المسلمون أغلبية سكانها، وأن العرب يشكلون 20% من مسلمي العالم. يعيش أغلب المسلمين في قارتيّ أفريقيا و‌آسيا، وحوالي 62% منهم يسكن القارة الأخيرة، حيث تأوي إندونيسيا و‌باكستان و‌الهند و‌بنغلاديش ما يزيد عن 683 مليون مسلم. وفي الشرق الأوسط، تُعتبر تركيا و‌إيران أكبر دولتين غير عربيتين يُشكل المسلمون أغلب سكانها؛ أما في أفريقيا فإن مصر و‌نيجيريا هي أكبر الدول الإسلامية.

## الكتب المقدسة

### التناخ
كلمة التناخ (بالعبرية: תנ״ך) تمثل الكتاب المقدس العبري، والذي يتكون من ستة وأربعين سفرًا. والذي ينفسم بدوره إلى ثلاثة أقسام، وهي التوراة في قسمه الأول التي تؤلف أسفار موسى الخمسة، «نڤيئيم» (أنبياء)، وهو القسم المتعلق بالأنبياء، و«كيتوڤيم» (أو الكتب بالعربية). كتبت أسفار العهد القديم بالعبرية التوراتية.
هناك بعض الاختلافات بين الطوائف في ترتيب أو الاعتراف بقانونية بعض الأجزاء، على سبيل المثال فإن طائفة الصدوقيين اليهودية المنقرضة كانت ترفض الاعتراف بغير أسفار موسى الخمسة، وكذلك حال السامريين؛ أما يهود الإسكندرية أضافوا ما يعرف باسم الأسفار القانونية الثانية في حين رفض يهود فلسطين الاعتراف بأنها كتبت بوحي.
أمّا التلمود (بالعبرية: תלמוד) فهو كتاب تعليم الديانة اليهودية، وبتعريف آخر هو تدوين لنقاشات حاخامات اليهود حول الشريعة اليهودية، الأخلاق، الأعراف، وقصص موثقة من التراث اليهودي، وهو أيضا المصدر الأساسي لتشريع الحاخامات في الدعاوى القانونية، التلمود مركب من عنصرين، الميشناه (بالعبرية: משנה) وهي النسخة الأولى المكتوبة من الشريعة اليهودية التي كانت تتناقل شفويًا، الجمارا (بالعبرية: גמרא) وهذا القسم من التلمود يتناول الميشناه بالبحث والدراسة.

### الكتاب المقدس

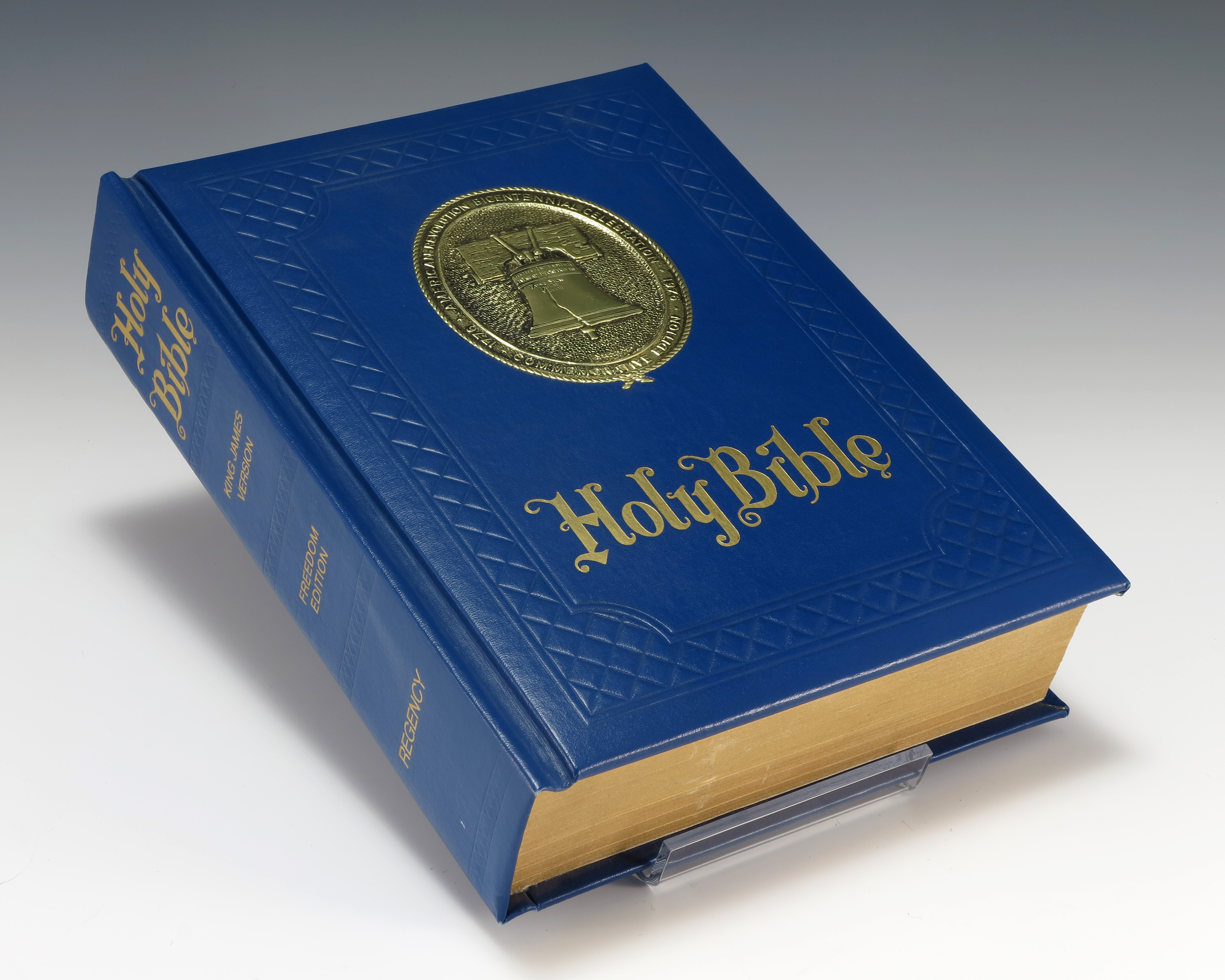
الكتاب المقدس؛ الكتاب المقدس في المسيحية، ويشمل التوراة والإنجيل.

ينقسم الكتاب المقدس لدى المسيحيين إلى قسمين متمايزين هما العهد القديم و‌العهد الجديد. أصل هذه التسمية تعود أن اللاهوتيين المسيحيين الأوائل رؤوا ما ذهب إليه بولس في الرسالة الثانية إلى كورنثس 14/3 بأن تلك النصوص تحوي أحكام عهد جديد، ما أدى في الوقت نفسه إلى إطلاق مصطلح العهد القديم على المجموعة التي كانت تسمى الشريعة والأنبياء وتشمل الكتاب المقدس لدى اليهود. ويتكون العهد القديم من ستة وأربعين كتابًا يطلق عليها اسم أسفار، وقد قسّمت أسفار العهد القديم حسب التقليد المسيحي إلى أربعة أقسام وفروع أولها التوراة التي تؤلف أسفار موسى الخمسة، ثم الأسفار التاريخية و‌أسفار الأنبياء و‌الحكمة؛ أما العهد الجديد فيحتوي على سبعة وعشرين سفرًا وهي الأناجيل القانونية الأربعة بالإضافة إلى أعمال الرسل وأربعة عشر رسالة لبولس و‌سبع رسائل لرسل و‌تلاميذ آخرين و‌سفر الرؤيا. ومواضيع الأسفار مختلفة، فإن اعتبر سفر التكوين قصصيًا بالأولى، فإن سفر اللاويين تشريعيًا بالأحرى، أما المزامير فسفرٌ تسبيحي، و‌دانيال رؤيوي. تقبل الكنيسة الكاثوليكية والأرثوذكسيَّة الأسفار القانونية الثانية، في حين أن الكنائس البروتستانتية فهي تتفق مع اليهودية في عدم قبولها.
كتبت أسفار العهد القديم بالعبرية التوراتية، وأسفار العهد الجديد باليونانية القديمة، ونتيجة انقراض كلا اللغتين، يدفع بمراجعات ترجمة المعاني دوريًا، وبكل الأحوال فإنّ علماء الكتاب المقدس من مسيحيين أو يهود أو ملاحدة، اتفقوا أن النصّ الحالي مثبت إثباتًا حسنًا بضوء الأدلة الداخلية والخارجيّة، بغض النظر عن بعض التراجم التي لا تتبع أحدث الدراسات الكتابيّة. يؤمن المسيحيون واليهود، أن الكتاب معصوم، وثابت إلى الأبد، وغير قابل للنقض، وبحسب تحديدات المجمع الفاتيكاني الثاني فهو «ما راق الله أن يظهر بكلام مؤلفيه»، و«اختبار البشرية لخالقها» و«الصيغة البشرية للتعبير عن كلام الله الذي لا يُعبّر عنه»؛ أما أحبار اليهود أمثال إيليا بن سليمان زلمان فقد اعتبر أن دراسة الكتاب هي الطريقة المثلى للتواصل مع الله، «لأن الله والتوراة واحد، فلا يمكن فصل الله عن رسالته»؛ في حين اعتبره الحبر يهوشوع أيونجيل «كل غاية الإنسان»، كما أن الكتاب ذاته امتدح كلام الله كما كتب: «كلمتك مصباحٌ لخطاي ونور لسبيلي».
إلى جانب ذلك، فإن الكتاب المقدس هو أقدم كتاب لم ينقطع تداوله في العالم، وأول كتاب تمت طباعته بطريقة التجميع لحروف المونوتيب المتحركة في العالم الغربي، وأكثر كتاب يمتلك مخطوطات قديمة، والكتاب الأكثر قراءة وتوزيعًا في تاريخ البشرية، والوحيد الذي ترجم لأغلب اللغات البشرية إذ ترجم لسحابة ألفي لغة، وطبع منه آخر قرنين ستة مليارات نسخة، وأكثر كتاب صدر عنه دراسات وكتب وأبحاث جانبية، وأكثر كتاب أوحى برسم لوحات أو مقطوعات موسيقية أو شعر أو أدب أو مسرحيات أو أفلام أو سواها من الآثار البشرية.

### القرآن

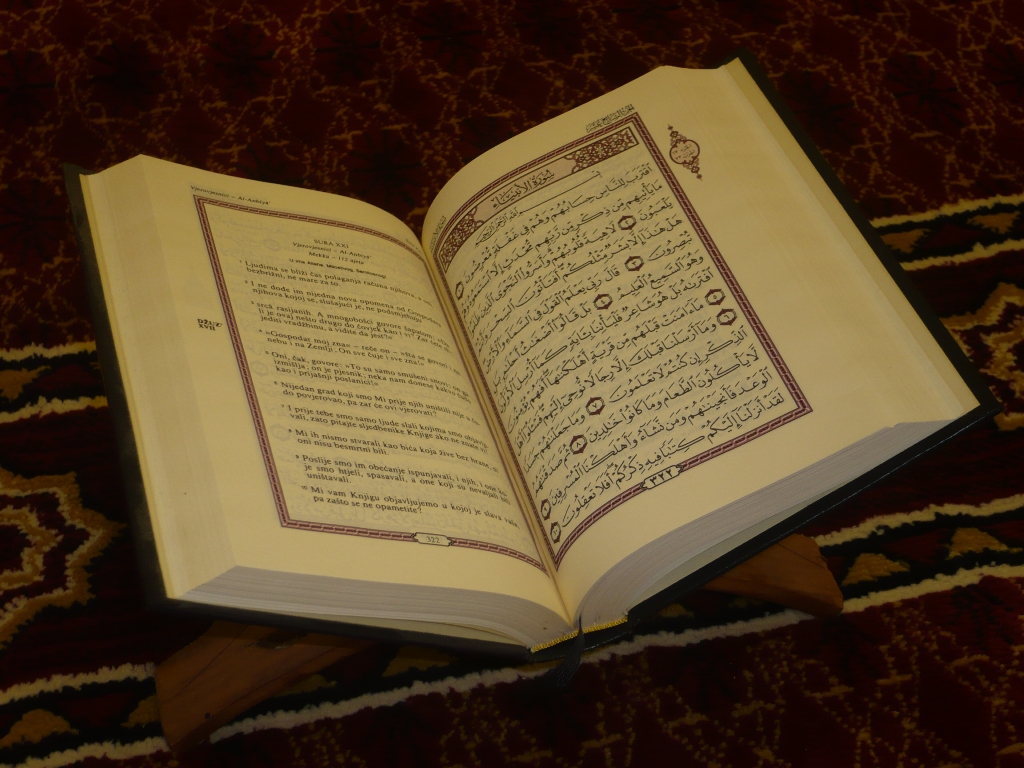
القرآن؛ الكتاب المقدس في الإسلام.

القرآن هو كتاب يُعَظِّمُه المسلمون ويؤمنون بأنّه كلام الله  المنزّل على نبيه محمد للبيان والإعجاز، المنقول عنه بالتواتر حيث يؤمن المسلمون أنه محفوظ في الصدور والسطور من كل مس أو تحريف، وهو المتعبد بتلاوته، وهو آخر الكتب السماوية بعد صحف إبراهيم والزبور والتوراة والإنجيل.
كما يعدّ القرآن أرقى الكتب العربية قيمة لغوية ودينية، لما يجمعه من البلاغة والبيان والفصاحة.
ويحتوي القرآن على 114 سورة تصنف إلى مكّية ومدنية وفقاً لمكان وزمان نزول الوحي بها. ويؤمن المسلمون أن القرآن أنزله الله على لسان الملك جبريل إلى النبي محمد على مدى 23 سنة تقريباً، بعد أن بلغ النبي محمد سن الأربعين، وحتى وفاته عام 11 هـ/632م. كما يؤمن المسلمون بأن القرآن حُفظ بدقة، على يد الصحابة، بعد أن نزل الوحي على النبي محمد فحفظه وقرأه على صحابته، وأن آياته محكمات مفصلات وأنه يخاطب الأجيال كافة في كل القرون، ويتضمن كل المناسبات ويحيط بكل الأحوال.
بعد وفاة النبي محمد جُمع القرآن في مصحف واحد بأمر من الخليفة الأول أبو بكر الصديق وفقاً لاقتراح من الصحابي عمر بن الخطاب. وبعد وفاة الخليفة الثاني عمر بن الخطاب، ظلت تلك النسخة محفوظة لدى أم المؤمنين حفصة بنت عمر، إلى أن رأى الخليفة الثالث عثمان بن عفان اختلاف المسلمين في القراءات لاختلاف لهجاتهم، فسأل حفصة بأن تسمح له باستخدام المصحف الذي بحوزتها والمكتوب بلهجة قريش لتكون اللهجة القياسية، وأمر عثمان بنسخ عدة نسخ من المصحف لتوحيد القراءة، وأمر بإعدام ما يخالف ذلك المصحف، وأمر بتوزيع تلك النسخ على الأمصار واحتفظ لنفسه بنسخة منه. تعرف هذه النسخ إلى الآن بالمصحف العثماني. لذا فيؤكد معظم العلماء أن النسخ الحالية للقرآن تحتوي على نفس النص المنسوخ من النسخة الأصلية التي جمعها أبو بكر.
يؤمن المسلمون أن القرآن معجزة النبي محمد للعالمين، وأن آياته تتحدى العالمين بأن يأتوا بمثله أو بسورة مثله، كما يعتبرونه دليلاً على نبوته، وتتويجاً لسلسلة من الرسالات السماوية التي بدأت، وفقاً لعقيدة المسلمين، مع صحف آدم مروراً بصحف إبراهيم، وتوراة موسى، وزبور داود، وصولاً إلى إنجيل عيسى.

## علاقة الديانات الإبراهيمية ببعض

### اليهودية والمسيحية

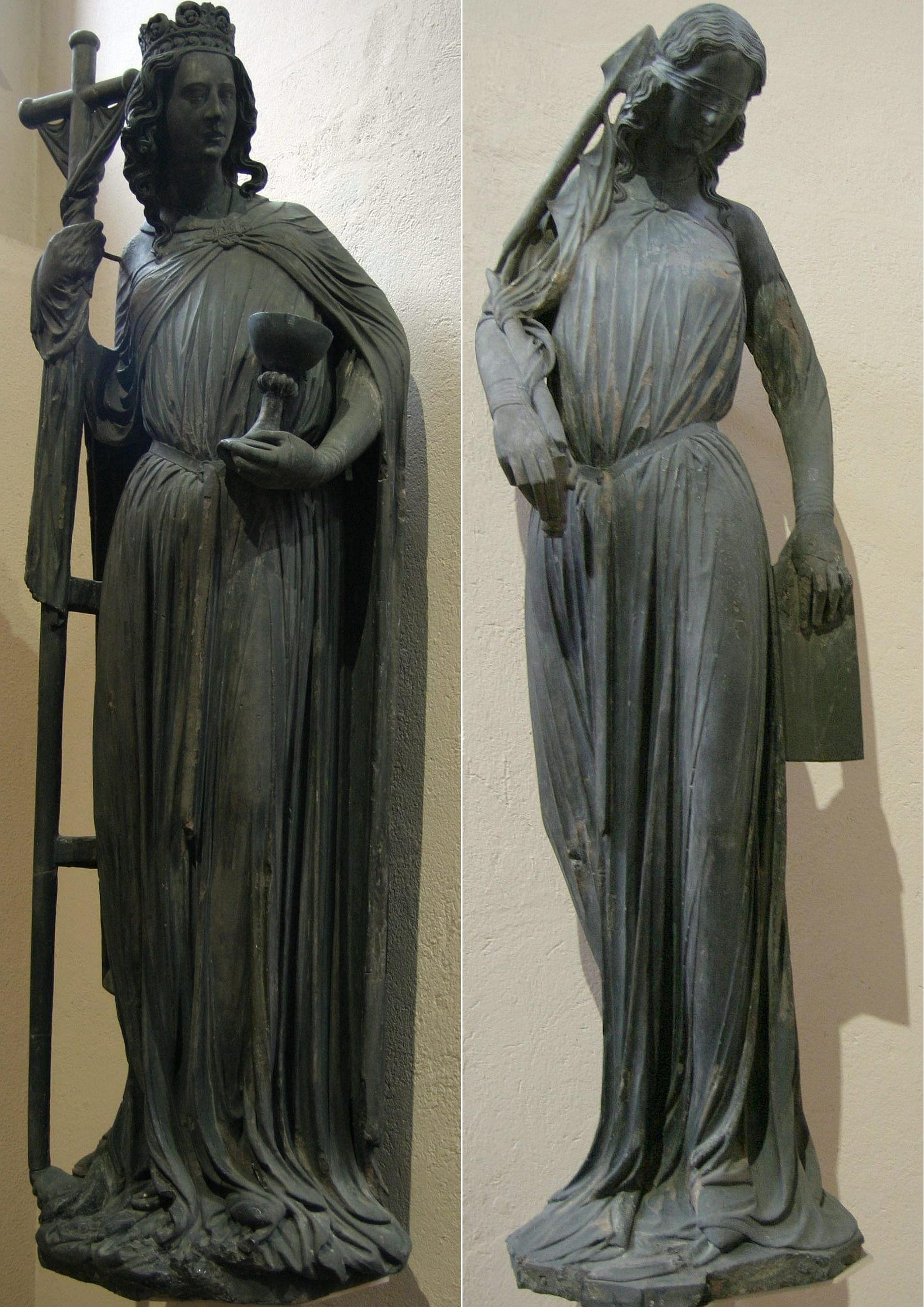
العمل الفني الكنيس والكنيسة؛ الذي يرمز إلى العلاقة بين الديانة اليهودية والمسيحية.

العلاقة بين اليهودية والمسيحية معقدة ومتشعبة، فالمسيحية نشأت وأخذت مفاهيمها الأولية من بيئة يهودية صرفة؛ ولاتزال آثار هذه الأصول المشتركة بادية إلى اليوم من خلال تقديس المسيحيين للتوراة والتناخ والتي يطلقون عليها إلى جانب عدد من الأسفار الأخرى اسم العهد القديم الذي يشكل القسم الأول من الكتاب المقدس لدى المسيحيين في حين يعتبر العهد الجديد القسم الثاني منه؛ يعتقد المسيحيون أن النبؤات التي دونها أنبياء العهد القديم قد تحققت في شخص المسيح، وهذا السبب الرئيس لتبجيل التوراة. أما عن العلاقة الإنسانية بين الطرفين فقد اتسمت بالتقلب: بدأت مع اضطهاد اليهود للمسيحيين منذ أيام يسوع،يوحنا 22/9] ودورهم في صلبه،لوقا 2/22] ثم يذكر سفر أعمال الرسل اضطهاد اليهود للمسيحيين،أعمال 1/8-3] ولاحقًا قام ذو نواس اليهودي بقتل مئات الألوف من المسيحيين في اليمن حسب بعض الباحثين، لكنه وبدءًا من القرن الرابع أخذت المسيحية باضطهاد اليهودية، فطرد اليهود أولاً من الإسكندرية وعاشوا خلال الإمبراطورية البيزنطية خارج المدن الكبرى، وفرض عليهم بدءًا من القرن الحادي عشر التخصص بمهن معينة؛ ثم صدر عام 1492 مرسوم طردهم من إسبانيا في حال عدم اعتناقهم المسيحية، الأمر الذي كان فاتحة طرد اليهود من أوروبا برمتها: فطردوا من فيينا سنة 1441 و‌بافاريا 1442 و‌بروجيا 1485 و‌ميلانو 1489 ومن توسكانا 1494، وأخذوا يتجهون نحو بولندا و‌روسيا و‌الدولة العثمانية، ورغم تحسن أوضاع اليهود مع استقلال هولندا الليبرالية وقيام الثورة الفرنسية إلا أن الحروب بين بولندا و‌أوكرانيا دمرت نحو ثلاثمائة تجمع يهودي وقتلت الكثير منهم في القرن السابع عشر، ورغم مبادئ الثورة الفرنسية لكن القرن الثامن عشر حمل الكثير من معاداة السامية لليهود، ولا يمكن تحميل السلطات المسيحية أو الكنيسة مسؤولية جميع هذه المجازر، بيد أنها تقع على عاتق الحكومات والدول المسيحية. في القرن العشرين، وجهت الكنيسة اعتذارًا عن مآسي اليهود التي حصلت بسببها أو «بسبب تقصيرها في حمايتهم»، ثم تكاثرت التصريحات، على سبيل المثال تصريح يوحنا بولس الثاني عام 1986، الذي يعدّ جزءًا من التعليم المسيحي للكنيسة الكاثوليكية: «بالنسبة إلينا، ليست الديانة اليهودية ديانة خارجية، بل إنها تنتمي إلى قلب ديانتنا، وعلاقتنا بالديانة اليهودية مختلفة عن علاقتنا بأي دين آخر. أنتم إخوتنا الأحباء ونستطيع القول ما معناه، أنتم إخوتنا الكبار».
معظم المسيحيين، يرفضون تحميل اليهود مسؤولية دم المسيح؛ وقد وجدت جماعات عبر التاريخ يدعى أتباعها «المسيحيون اليهود»، يقرأون الكتاب بالحرف بالعبري، ويحفظون شرائع موسى المنسوخة في العهد الجديد كحفظ السبت، والختان، وتعدد الزوجات؛ وأيضًا ففي الأيام الراهنة فإن مجموعة من المسيحيين يعرّفون أنفسهم بوصفهم «مسيحيين صهاينة».

### المسيحية والإسلام

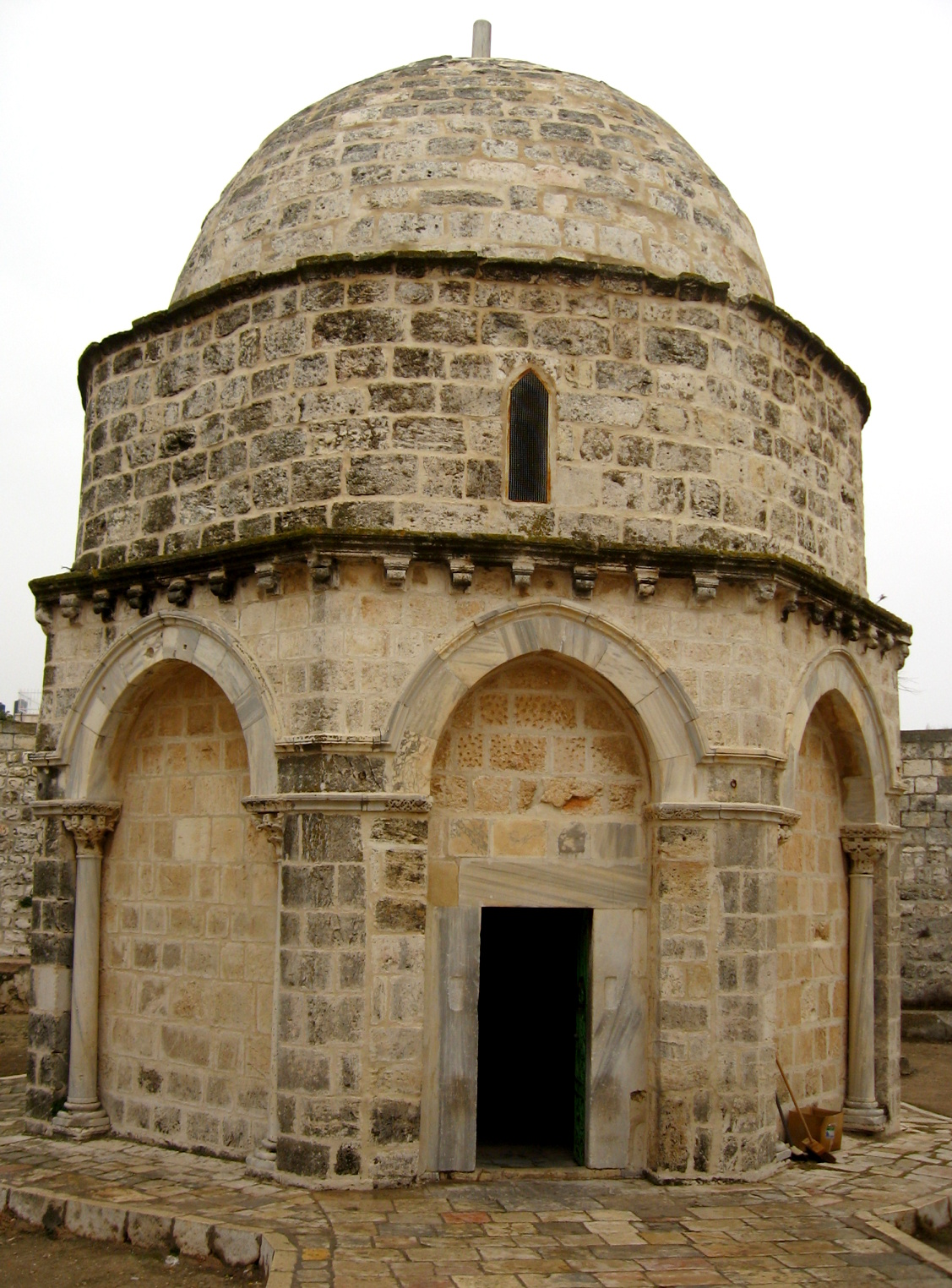
كنيسة الصعود في مدينة القدس؛ وهي موقع مقدس مُشترك لكل من المسيحيين والمُسلمين.

العلاقة بين الإسلام والمسيحية معقدة على مر القرون، فقد سادت ألفة وتبادل إنساني وحضاري في أحيان، ومنازعات وعداوات كثيرة في أحيان أخرى بين المسيحيين و‌المسلمين. كان المسيحيون أول من حمى بعض المسلمين الأوائل في هجرتهم الأولى إلى الحبشة هربا من بطش قريش، فحماهم النجاشي ملك الحبشة ونصرهم ولبثوا عنده سبع سنين، وعندما مات النجاشي قام الرسول محمد بأداء صلاة الغائب عليه في المدينة.
وفقًا للشريعة الإسلامية المسيحيين هم أقرب الناس مودة للمسلمين وعزى القرآن ذلك إلى تعبدهم وعدم استكبارهم حيث ورد في القرآن: ﴿لَتَجِدَنَّ أَشَدَّ النَّاسِ عَدَاوَةً لِلَّذِينَ آمَنُوا الْيَهُودَ وَالَّذِينَ أَشْرَكُوا وَلَتَجِدَنَّ أَقْرَبَهُمْ مَوَدَّةً لِلَّذِينَ آمَنُوا الَّذِينَ قَالُوا إِنَّا نَصَارَى ذَلِكَ بِأَنَّ مِنْهُمْ قِسِّيسِينَ وَرُهْبَانًا وَأَنَّهُمْ لَا يَسْتَكْبِرُونَ ۝٨٢ وَإِذَا سَمِعُوا مَا أُنْزِلَ إِلَى الرَّسُولِ تَرَى أَعْيُنَهُمْ تَفِيضُ مِنَ الدَّمْعِ مِمَّا عَرَفُوا مِنَ الْحَقِّ يَقُولُونَ رَبَّنَا آمَنَّا فَاكْتُبْنَا مَعَ الشَّاهِدِينَ ۝٨٣ وَمَا لَنَا لَا نُؤْمِنُ بِاللَّهِ وَمَا جَاءَنَا مِنَ الْحَقِّ وَنَطْمَعُ أَنْ يُدْخِلَنَا رَبُّنَا مَعَ الْقَوْمِ الصَّالِحِينَ ۝٨٤﴾ [المائدة:82–84] ومع ذلك ورد في القرآن أن بعضا منهم متعصبون لدينهم وكارهون للمسلمين كما ورد في القرآن: ﴿وَلَنْ تَرْضَى عَنْكَ الْيَهُودُ وَلَا النَّصَارَى حَتَّى تَتَّبِعَ مِلَّتَهُمْ قُلْ إِنَّ هُدَى اللَّهِ هُوَ الْهُدَى وَلَئِنِ اتَّبَعْتَ أَهْوَاءَهُمْ بَعْدَ الَّذِي جَاءَكَ مِنَ الْعِلْمِ مَا لَكَ مِنَ اللَّهِ مِنْ وَلِيٍّ وَلَا نَصِيرٍ ۝١٢٠﴾ [البقرة:120]ويبيح الإسلام للمسلمين مصادقة النصارى، ويفرض التعامل الحسن معهم وفقا للآية الثانية والثمانين من سورة المائدة، ولكنه يمنعهم من اتخاذهم أولياء، أي ولاة بشر من دون الله وذلك وفقًا للآية الحادية والخمسون من سورة المائدة: ﴿يَا أَيُّهَا الَّذِينَ آمَنُوا لَا تَتَّخِذُوا الْيَهُودَ وَالنَّصَارَى أَوْلِيَاءَ بَعْضُهُمْ أَوْلِيَاءُ بَعْضٍ وَمَنْ يَتَوَلَّهُمْ مِنْكُمْ فَإِنَّهُ مِنْهُمْ إِنَّ اللَّهَ لَا يَهْدِي الْقَوْمَ الظَّالِمِينَ ۝٥١﴾ [المائدة:51] والتي استنبط منها العلماء المسلمون قاعدة الولاء والبراء.
يقيم القرآن نظامًا خاصًا لمعاملة اليهود والمسيحيين ويدعوهم أهل الكتاب وبحسب بعض المفكرين المعاصرين فإن أهل الكتاب يرثون الجنة، المسيحية ترفض أي وحي تالي مناقض أو متمم لما أعلنه يسوع «فإنّ الله لا يتراجع أبدًا عن هباته ودعواته»، رو 11:29]. غالبية المجموعات المسيحية تقبل «وحي خاص بعد المسيح، يكون غير ملزم بشكل عام، ومثّبتًا لما أعلنه المسيح».أع 2:17]. بكل الأحوال فإن الكنيسة كسلطة رسمية لم تصدر أي وثيقة رسمية بخصوص الإسلام حتى 1965 حين أعلنت وثيقة في عصرنا ما يلي: «وتنظر الكنيسة بعين الاعتبار أيضًا إلى المسلمين الذين يعبدون معنا الإله الواحد الحي القيوم الرحيم ضابط الكل خالق السماء والأرض المكلم البشر؛ ويجتهدون في أن يخضعوا بكليتهم لأوامر الله الخفية، كما يخضع له إبراهيم الذي يُسند إليه بطيبة خاطر الإيمان الإسلامي؛ وهم يجلون يسوع كنبي ويكرمون مريم أمه العذراء كما أنهم يدعونها أحيانًا بتقوى؛ علاوة على ذلك أنهم ينتظرون يوم الدين عندما يثيب الله كل البشر القائمين من الموت؛ ويعتبرون أيضًا الحياة الأخلاقية ويؤدون العبادة لله لا سيما بالصلاة والزكاة والصوم. وإذا كانت قد نشأت، على مر القرون، منازعات وعداوات كثيرة بين المسيحيين والمسلمين، فالمجمع المقدس يحض الجميع على أن يتناسوا الماضي وينصرفوا بالخلاص إلى التفاهم المتبادل، ويصونوا ويعززوا معًا العدالة الاجتماعية والخيور الأخلاقية والسلام والحرية لفائدة جميع الناس».

### الإسلام واليهودية

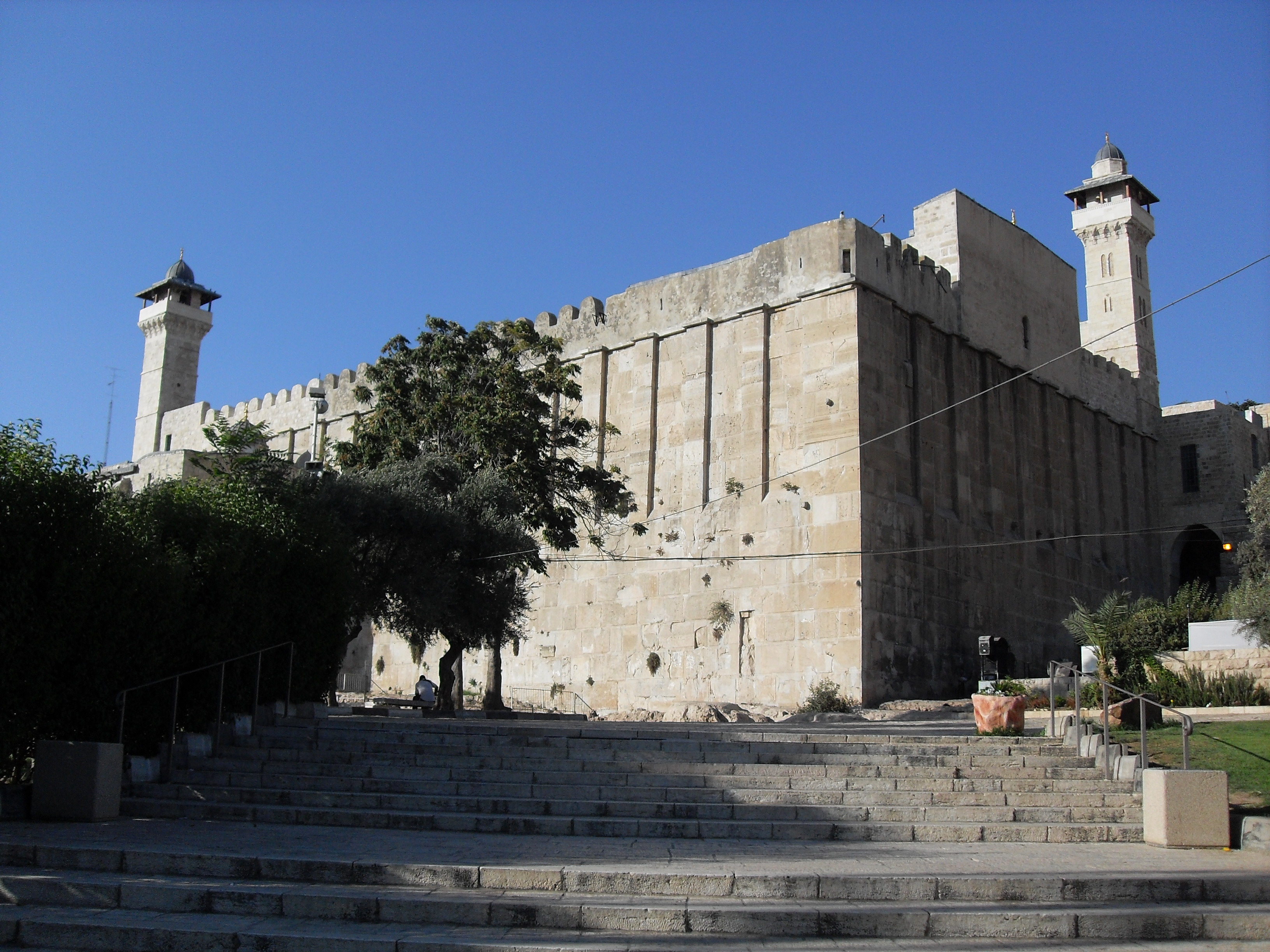
الحرم الإبراهيمي في مدينة الخليل؛ وهو موقع مقدس مشترك لكل من اليهود والمُسلمين.

نشأت العلاقة بين اليهودية والإسلام بنشوء الإسلام ذاته في القرن السابع الميلادي. وتوجد بعض القيم المتشابهة والخطوط العريضة والمبادئ المشتركة بينهم. ويذكر القرآن الكثير من الروايات التي ورد ذكرها في التوراة والإنجيل، والتي تعتبر من التاريخ اليهودي وتاريخ بني إسرائيل. كما تشترك الديانتان بمفاهيم التحريم والحدود. ويؤمن كل من أتباع الإسلام واليهودية بنبوة إبراهيم وله دور مركزي في كلا الديانتين مما يجعلهما يصنفان إلى جانب ديانات أخرى ضمن الديانات الإبراهيمية.
يشير النص القرآني لليهود في عدة مواضع، وفي سياقات متنوعة، تتراوح بين رواية قصص بني إسرائيل وبين الحديث عن اليهود، وبين مدحه لهم ولأهل الكتاب وثناءه على إيمانهم بالله وبين ذمّه لهم ووصفهم بالمفسدين. فمثلا يصفهم بأنهم أعداء للمسلمين بل هم الأشد عداوة للمسلمين:﴿لَتَجِدَنَّ أَشَدَّ النَّاسِ عَدَاوَةً لِلَّذِينَ آمَنُوا الْيَهُودَ وَالَّذِينَ أَشْرَكُوا ۖ وَلَتَجِدَنَّ أَقْرَبَهُمْ مَوَدَّةً لِلَّذِينَ آمَنُوا الَّذِينَ قَالُوا إِنَّا نَصَارَىٰ ۚ ذَٰلِكَ بِأَنَّ مِنْهُمْ قِسِّيسِينَ وَرُهْبَانًا وَأَنَّهُمْ لَا يَسْتَكْبِرُونَ﴾ وفي مواضع أخرى يصفهم بأنهم من أهل الكتاب، ويدعو لمجادلتهم بالتي هي أحسن ﴿وَلاَ تُجَادِلُوا أَهْلَ الْكِتَابِ إِلاَّ بِالَّتِي هِيَ أَحْسَنُ﴾  وفي موضع آخر يميزهم: ﴿وَلَقَدِ اخْتَرْنَاهُمْ عَلَى عِلْمٍ عَلَى الْعَالَمِينَ﴾. ويثني على صبرهم: ﴿وَتَمَّتْ كَلِمَةُ رَبِّكَ الْحُسْنَى عَلَى بَنِي إِسْرَائِيلَ بِمَا صَبَرُوا وَدَمَّرْنَا مَا كَانَ يَصْنَعُ فِرْعَوْنُ وَقَوْمُهُ وَمَا كَانُوا يَعْرِشُونَ﴾. ولكن بالإجمال ينتقد النص القرآني اليهود أكثر من النصارى.
الإسلام يقر بالتوراة كتابا من عند الله فيه هدى ونور وأنها حُرِّفت بعد ذلك. ويذكر القرآن عددا من أنبياء ورسل اليهود (بني إسرائيل) أخرهم المسيح عيسى ويعتبر الإيمان بهم من ضمن عقيدة المسلم. والقرآن يميز بين اليهود الذين آمنوا برسل الله ورسالاته وهم في الإسلام الفرقة الناجية وبين اليهود الذين كفروا بالله وكذبوا رسله وهم حسب رأي بعض علماء المسلمين هم المقصودين في سورة الفاتحة ب (المغضوب عليهم). يعتبر اليهود في الإسلام أهل كتاب يباح للمسلم الزواج منهم وأكل طعامهم.
في فترة صدر الإسلام ومن السيرة النبوية والتاريخ الإسلامي يتضح أن النبي محمد قد عقد معاهدة مع يهود المدينة تضمن لهم حريتهم الدينية وتلزمهم بالتعاون مع المسلمين للدفاع عن المدينة فيما سيمت بـ وثيقة المدينة، إلا أنه قد حدث نقض من جانب اليهود لتلك الوثيقة، ويظهر ذلك من المواقف التي حصلت مع النبي محمد بن عبد الله صلى الله عليه وسلم ويهود يثرب وجاراتها حتى أن بعض اليهود حاولوا قتل النبي صلى الله عليه وسلم وأثاروا المشاكل مع المسلمين وهناك العديد من القصص التي حدثت بينهم كقصة المرأة التي ذهبت إلى سوق اليهود فكشفوا حجابها، فاستنجدت بالمسلمين وحدث شجار أدى لوفاة أحد المسلمين، والتي انتهت بإقصاء ثلاثة مراكز لهم هم بني قريظة و‌بني النضير و‌بني قينقاع، وكذلك مشاكل الخيانة التي تكررت منهم في العهد الإسلامي.۔ في فترات امتداد الدولة الإسلامية، لعب اليهود أدوارا مهمة داخل هذه الدولة، بل وعيّن عدد منهم في مناصب رفيعة في نظم الدول الإسلامية، مثل موسى بن ميمون طبيب بلاط صلاح الدين الأيوبي كما لعبوا دورا كبيرا في الأندلس وإحتضنتهم الدولة الإسلامية بعد سقوط الأندلس، كما قام بعضهم كابن عزرا بالتفتح في ظل الدولة الإسلامية، منتجا أعمال بالعبرية.

### الدرزية والمسيحية

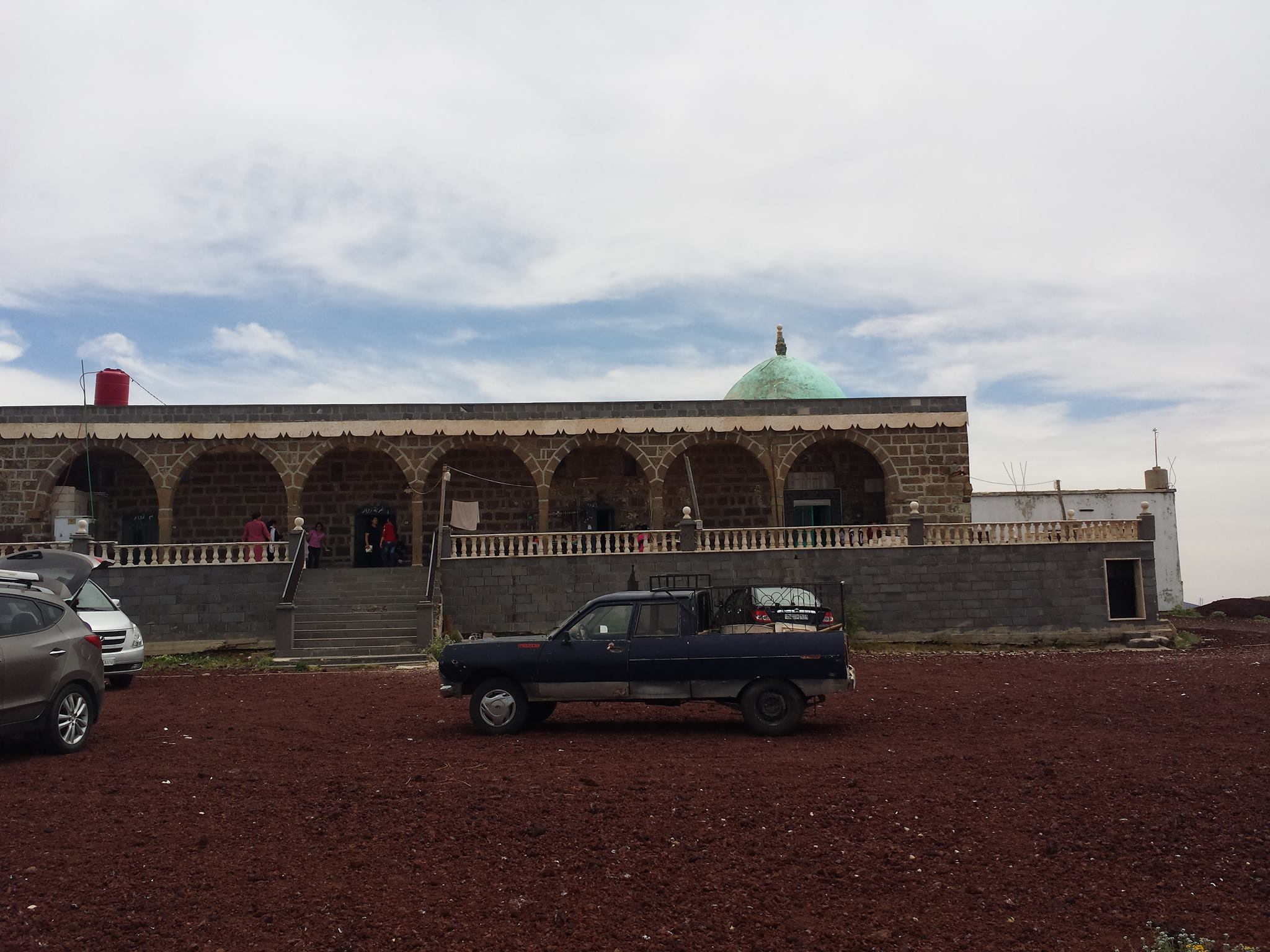
مقام السيد المسيح الدرزي في محافظة السويداء؛ يعتبر يسوع شخصية مقدسة ومبجلة في المسيحية ومذهب التوحيد الدرزي.

تتضمن عقيدة الموحدين الدروز بعض العناصر المسيحية، أما النظرة الدرزية ليسوع أو عيسى بن مريم كما يَقُول القرآن، فهي تتفق مع المسيحية بكونه المسيح وبصحة الميلاد العذري، واجتراح عجائب وآيات، والعودة في آخر الزمان، وتعتبره نبيًا بيد أنها تنفي الصلب، وأنه إله أو ابن إله، والدور الكفاري، والبعد الماورائي، ويعتبر يسوع أو عيسى بن مريم من الأنبياء السبعة الذين ظهروا في فترات مختلفة من التاريخ حسب معتقدات المذهب الدرزي. ويذكر الكتاب المقدس النبي شعيب وهو النبي الرئيسي في مذهب التوحيد، أنه بعث لأهالي قوم مدين وصاهر النبي موسى. ويعتبر القديس المسيحي جرجس أو إيليا أو كما يسمى عند الدروز بالخُضر، شخصية مقدسة ومبجلة في العديد من الطوائف المسيحية ومذهب التوحيد الدرزي.
على صعيد المقارنة الدينيّة لا تؤمن الطوائف المسيحية بالتناسخ، أي أن الأرواح البشرية تتناسخ أو تتقمص، وذلك على خلاف معتقدات الدروز كما أن المسيحيّة ديانة تبشيرّية وذلك على خلاف الدروز حيث أغلقوا باب اعتناق المذهب. في حين أن أوجه التشابه تتمثل في وجهة النظر الدروز والمسيحيين للزواج، في المذهب الدرزي لا يتزوجون إلا بواحدة وإذا طلّق أحدهم امرأته فلا يجوز له ردها، وفي المسيحية لا يعتبر تعدد الزوجات شكلاً من أشكال الزواج المقبولة داخل المسيحية، ففي العهد الجديد دعى يسوع إلى وحدانية الزواج، وترفض اليوم معظم الطوائف المسيحية تعدد الزوجات كما تنظر المبادئ المسيحية للزواج على أنه علاقة أبدية. لذلك من الصعب الحصول على الطلاق نظرًا لكون الزواج عقدًا غير منحل، فقد فيّد القانون الكنسي حق الطلاق بعدة قيود لكن لم يصل إلى إلغائه، وظهرت أوضاع أخرى من التسهيلات كفسخ الزواج أو الهجر.
يتمركز الغالبية الساحقة من الدروز في سوريا ولبنان وإسرائيل، وقد اختلط أتباع الطوائف المسيحية والدروز وكان من نتيجة هذا التقارب والتجاور وجود قرى وبلدات مشتركة ومختلطة بين المسيحيين والدروز في جبل الدروز وجبل لبنان ومنطقة الجليل وجبل الكرمل، كما اعتنق عدد من الدروز الديانة المسيحية. تاريخيًا كانت العلاقات بين المسيحيين والدروز وديّة وكان يسود التعايش بين الطائفتين على الغالب، بإستثناء بعض الفترات منها الفتنة الطائفية الكبرى لعام 1860 وما نجم عنها من مذابح في جبل لبنان ودمشق وسهل البقاع وجبل عامل بين المسلمين والمسيحيين عمومًا، والدروز والموارنة خصوصًا.

## الهوامش
- 1. يتوزع البروتستانت بالمجمل على سبعة عائلات وهي الأدفنست، والأنجليكانيّة، والمعمدانيّة، وكنائس الإصلاح (تَشمل الكنيسة الكالفينية والمشيخية والأبرشانيّة)، واللوثرية، والميثودية والخمسينية.
- 2. هذه الطوائف عبارة عن مجموعة من الكنائس المستقلة والمنفصلة عن بعضها البعض ولها معتقدات متفاوتة، بعضها تنكر ألوهة المسيح وترى أنه كائن روحي أشبه بالله. أكبر الطوائف التي تتبع هذا التصنيف هي كنيسة يسوع المسيح لقديسي الأيام الأخيرة وشهود يهوه والتوحيدية ومسيحيون بلا طائفة.